# Angel Beats!
『Angel Beats!』（エンジェル ビーツ）は、P.A.WORKS制作による日本のオリジナルテレビアニメ作品。全13話+特別編2話。略称は「AB!」、「AB」など。
キャッチコピーは「――神への復讐。その最前線」。
また関連作品として、『Angel Beats!』の前日譚となる小説『Angel Beats! -Track ZERO-』および漫画『Angel Beats! Heaven's Door』、4コマ漫画『Angel Beats! The4コマ 僕らの戦線行進曲♪』がある。
平成22年度第14回文化庁メディア芸術祭アニメーション部門/長編（劇場公開、テレビアニメ、OVA）の審査委員会推薦作品に選ばれている。
本作は死後の世界の学園を舞台にした青春ドラマであり、登場人物は死者やそれに準拠した存在 (NPC) であるため、生前の死ぬような行動を取っても死ぬことはない。「テストや球技大会、学食での食事などの日常的で平和な学園生活」、「銃火器や刀剣を用いて天使と戦う非日常的な生活」、「登場人物の送った生前の理不尽な人生」、この三者を柱にストーリーが展開される。
タイトルロゴはソフト化時のジャケットやグッズにそのまま入れてもかっこいいものを目指し、下部の装飾線は音楽のビートや心臓のパルス信号をイメージしたものとした。

## あらすじ
少年・音無結弦は自分の苗字以外の記憶を失った状態で、真夜中の「学園」で目覚める。音無は銃を構える少女・仲村ゆりと出会い、ここが死後の世界であると教えられ、彼女がリーダーを務める死んだ世界戦線（略称SSS、以降、戦線）に勧誘される。生前にひどい体験をして未練を残していた戦線メンバーは転生（生まれ変わって学園から消えること）を拒んでこの世界への復讐を考えていた。そのためこの世界を作った“神”の手先と考えられる、特殊能力を持つ天使と呼ばれる生徒会長と戦いを続けていた。なりゆきで戦線に加わった音無は、学園生活を送りつつ、戦線のメンバーと共にあらゆる作戦で天使に挑む。
やがて音無は、天使こと立華かなでの目的は「未練を残して死んだ人間が、学園生活を楽しく過ごしてこの世界を『卒業』できるようにする」ことであると知る。かなでの特殊能力は神から与えられたものではなく、この世界のマテリアルを改変できるソフトウェア“ANGEL PLAYER”を偶然手に入れた彼女がその機能を使い、自分で身につけたものだった。死ぬ直前の記憶を取り戻した音無は、かなでに協力し、戦線メンバーの未練を消して成仏させようと試みる。
そんな中、“影”と呼ばれる正体不明の怪物が突然現れ、戦線メンバーを襲い始めた。増え続ける影に呑み込まれるとNPCになって記憶や人格をほとんど失ってしまうため、このままでは戦線メンバーを守り切れないとゆりは判断。音無とかなでの行動に密かに気づいていたゆりは、ふたりの考え通り未練を捨ててこの世界を“卒業”することが、“影”から身を守るひとつの方法と考え、音無達の考えを皆に説明させて、“卒業”するかこの世界に残るかの選択を戦線メンバー各員に委ねる。ゆりと共に残ることを選んだ戦線メンバーと音無、かなでは“影”と戦う。
ゆりは“影”を発生させている「第2コンピューター室」を発見。部屋に乗り込み、謎の男と遭遇。彼はゆりに、この世界を作った“神”は不明であること、だがこの世界に“愛”が生まれ、いずれ卒業すべきこの世界が、永遠の愛の楽園に変わってしまうことを防ぐために、大量のパソコンの処理能力をつぎ込んだ“ANGEL PLAYER”によって“影”が発生していると教える。一方で、この能力をゆりが引き継ぎ“ANGEL PLAYER”で世界を改変する力を使えば、彼女自身が神に匹敵する力を得られると告げられる。ゆりはこの提案を拒否。生前の未練を断ち切り、システムを破壊し、“影”の発生を停止させる。
3日後、NPC以外の生徒のほとんどが転生した学園で、音無、ゆり、日向、直井、かなでの5人は“卒業式”を行う。ゆり、日向、直井がこの世界から消え去る。音無はかなでに対し、ゆりのような生徒がまた来たら卒業させてやるため、自分と共にこの世界に残ることを提案し、「好きだ」と告白する。だがかなでは、生前に音無から心臓を移植されたこと、自分の“生前の未練”が、心臓のドナーにお礼を言うことだったと告げる。かなでは音無に抱きしめられ「命をくれてありがとう」と告げて消滅。残された音無は号泣する。
雑踏の中鼻歌を歌う少女と、鼻歌に気付き追いかける少年。二人が転生したかなでと音無であることを暗示して物語は終わる。

## 登場人物

### 主要人物

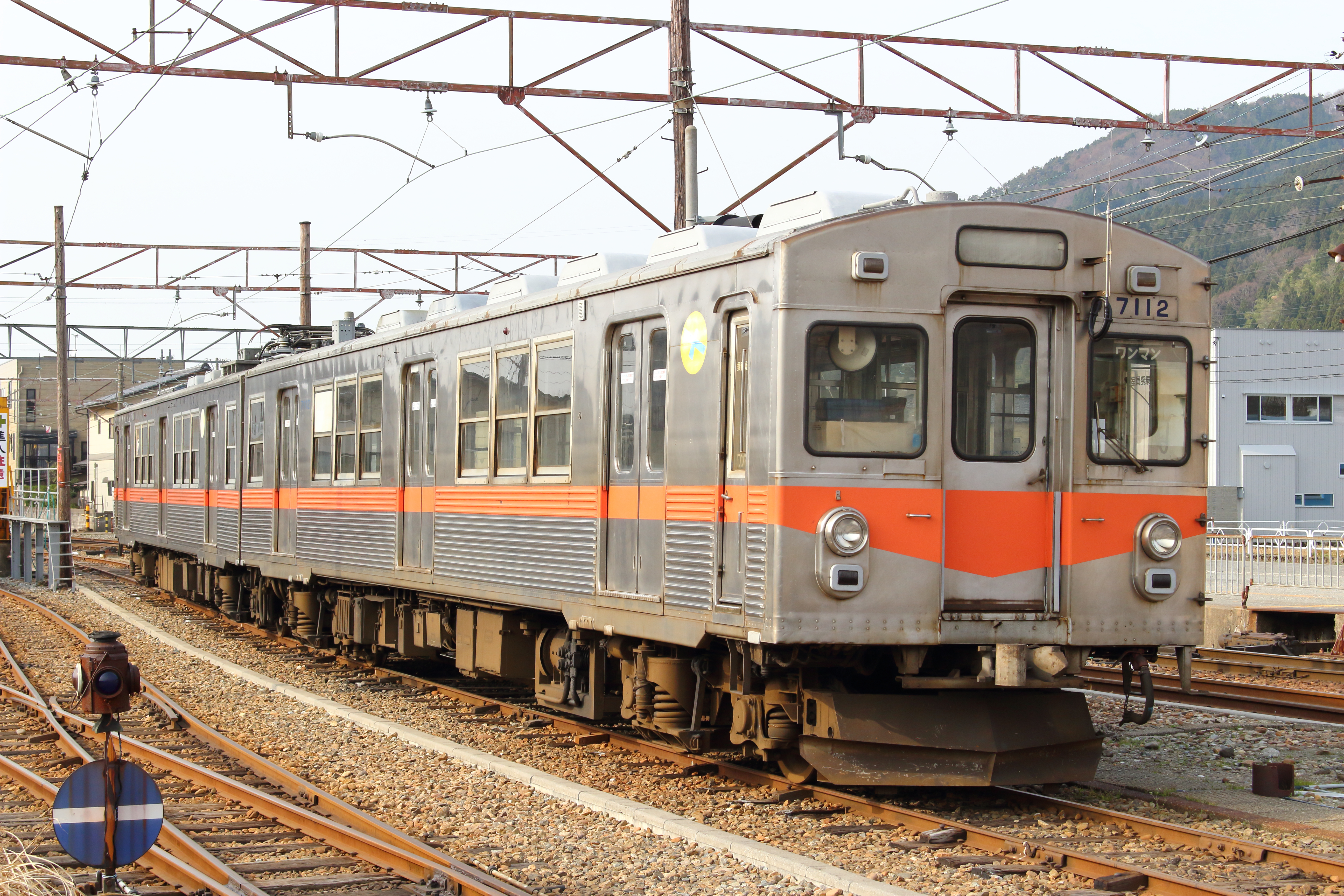
音無が事故に巻き込まれた際に乗っていた電車のモデルとなった北陸鉄道7000系電車

音無 結弦（おとなし ゆづる）
声 - 神谷浩史（原版）、ブレイク・シェパード（英語版）
本作の主人公。呼び名は「音無君」、「音無」など。かなでのみ、音無本人の希望により「結弦」と呼んでいる。
何らかの理由で最期を遂げ名字を除く生前の記憶を全て失った状態で死後の世界に到達、ゆりによって半ば強制的に「死んだ世界戦線」に入隊させられた。入隊当初は記憶が戻るまでの間だけ所属するつもりだったが、徐々に戦線メンバーとの仲間意識が芽生えてゆく。医科大学を目指して勉強していただけあって頭は良く、有事の際には新参者でありながらも的確な指示を出すなど、機敏な動作を見せ、身体能力も高い。直井の催眠術により生前の記憶を取り戻したが、志半ばで死んだことによる悔しさと無念のあまり涙を流した。
後に、かなでを看病している際に見た夢で、死ぬ直前の記憶を完全に思い出し、志半ばでありながら、実は満足した上での死であったことを悟る。加えてかなでの真意、そしてこの世界が「青春時代をまともに過ごせなかった人のために用意された世界」であることを知り、「戦線メンバーが満足して消える」よう協力するようになる。
戦線メンバーの「卒業式」を行い、最後まで残ったメンバーを満足させて「消滅」させたのち、かなでに対し、以降も死後の世界に訪れるであろう「不幸な魂」を救済するために共に世界に留まるよう提案し、同時に自分の愛も伝える。しかしかなではこの世界に残ることを拒否し、音無に感謝を述べて消滅する。TV放送された第13話エピローグでは、音無の生まれ変わりと思しき男性が、かなでの生まれ変わりらしき少女に声をかけようとする姿が描かれている。また、DVD/BD第7巻のアナザーエピローグでは、かなでが「消滅」した後に生徒会長となり死後の世界に残った姿が描かれている。
使用武器はグロック17、IMI ガリル（狙撃仕様）。
野球大会では1番・ピッチャー。アンダー気味のサイドスローという独特の投球フォームである。
DVD/BD特典のキャラクターコメンタリーでは、第13話に出演。
特典ドラマCDでは「お客様のためなら何でも来い」という、とても寛大な面が見られる。
【生前】
人生の目標を持てず虚しい毎日を送っており、病院に入院している妹の初音の世話を焼き、初音に感謝されることだけが生き甲斐だった。妹の死後は他人のために生きることを願い医学を志すが、センター試験の受験会場へ向かう途中に乗っていた電車の事故に遭遇し、腹部に重傷を負ってトンネル内に閉じ込められる。負傷を隠しながら、知り合った五十嵐と共に他の被災者の救助にあたるが、己の死を悟りドナーカードを記入した後、救助隊が到着する直前に死亡した。
仲村 ゆり（なかむら ゆり）
声 - 櫻井浩美（原版）、ブリトニー・カボゥスキー（英語版）
戦線を立ち上げ、束ねている少女。学園には数十年在籍している。戦線メンバーらは、彼女を親しみをこめて「ゆりっぺ」と呼んでおり、また、彼女を侮辱する者には制裁を加えることもあったほど。オペレーション時は白いベレー帽を被る。普段は拳銃で戦うが、ナイフを用いた白兵戦も得意とし、その実力は天使（かなで）と一対一で渡り合えるほどでありアニメ8話では「harmonics」の分身体を一人倒している。
負けん気が強い性格で、物語前半では天使（かなで）を倒すためなら、仲間の被害も意に介さない態度をとっていたが、生徒会長を解任されたかなでと交流するうちに彼女に協力を要請したり、「皆が消滅するよう」暗躍していた音無らの行動を「影に対する策の一つ」と扱うなど、以前よりかは大らかな心を持つようになっている。またかなでを敵から仲間（親友）と認識するようになり、呼び方を「天使」から「かなでちゃん」に変えている。終盤では恥ずかしさに赤面したりと、日向曰く「女の子らしい」一面が目立つようになる。最期は「卒業式」の後、かなでに「もっと早く理解していれば戦わずにすぐに親友になれた」と謝罪し、かなでの身を案じながら「消滅」した。
使用武器はベレッタM92FS Brigadier Inox、シャイ・タック M200、TDI クリス ヴェクター、M4 CQB-R
DVD/BD特典のキャラクターコメンタリーでは、第1、2、4、5、6、7、9、13話に出演。
コメンタリーではかなりの音痴の設定になっている。
特典ドラマCDでは音無に対して和解前のかなでへの行動をどうにか取り繕うとする姑息な面が見られる。また、DVD/BDのオーディオコメンタリーでは、周りを振り回し本編を遥かに超える傍若無人な振舞いをするキャラになっている。そのため、一度干された。
また、ゆりの名前の由来は、GARNET CROWのボーカル、中村由利であるとされている。これは、共通してあだ名が｢ゆりっぺ｣である点や、原作者の麻枝准がGARNET CROWを好んでおり、彼が著したAngel Beats!の小説版第1章に、GARNET CROWの2ndシングルである｢二人のロケット｣という題が引用されている点に起因する。
『ヘブンバーンズレッド』の『Angel Beats!』コラボシナリオ第１弾にてSS（最高レア）キャラとして登場、第２弾でも別衣装で登場している。当初は記憶が安定せず、かなでを敵視していたが次第に思い出してきて仲のいい態度とツッコミ役となっている。また、その後の第２・３弾にも登場する。
【生前】 裕福な家庭の長女（妹が2人、弟が1人）として育てられたが、ある日、両親が留守の間に、自宅へ押し入った強盗により弟妹たちを全員殺された。弟妹を守れなかったことに後悔の念を抱いている。「自分は悪いことなんかしていないのに、こんな理不尽な人生が許せない」と語っており、この過去が神に反抗する動機ともなっている。なお、強盗が押し入ったときにゆりは死んでおらず、死因は事故であるとゲーム版「1st beat」で明かされた。コミック「The Last Operation」2巻では、バス停で待っている時に暴走したバスに轢かれ、友人は助けたが自分は死んだとなっている。
天使（てんし） / 立華 かなで（たちばな かなで）
声 - 花澤香菜（原版）、エミリー・ネヴィス（英語版）
死後の世界にある学校の生徒会長。戦線のメンバーからは「天使」と呼ばれているが、実際は戦線のメンバーと同じく死んだ人間である。小柄で幼い顔立ち。無口かつ冷静で感情表現に乏しいが、中身は天然ボケ。音無曰く不器用で世間知らずなところがある（不器用な部分は本人も自覚している）。好物は学食の激辛麻婆豆腐。戦線では女子寮の彼女の部屋を「天使エリア」と呼称している。
死後の世界のマテリアルに干渉することが可能なソフトウェア「ANGEL PLAYER」で特殊能力を作りだしている。「ガードスキル」がその最たるものであり、その中には「handsonic」（手首から刃物が出る）などの能力がある。「ガードスキル」という名称からもうかがえるように攻撃意思はなく、戦線メンバーに対しても最初は口頭注意を行い、攻撃された場合に限り実力行使する。そのため戦線メンバーが学園のスポーツ大会や期末試験に参加しても、何食わぬ顔で一緒に参加している。後に音無の要望で「ANGEL PLAYER」を使用して天使の羽を装備した。
戦線メンバーの中間テスト妨害工作によって全教科0点という成績を取らされ、それが原因で生徒会長を解任させられた。その後は音無の仲介で戦線メンバーと共に行動するようになり、戦線メンバーとは戦わないよう音無と約束する。オペレーション「モンスターストリーム」で川の主から戦線メンバーを助ける際、無意識に「harmonics」（自身の分身を作り出す能力）を発動し、攻撃的な分身と分裂した。
後に「absorb」（分身を自身に戻す能力）を使った反動により、大量の冷酷な意識を持った分身が体内に戻ったために意識を失うが、オリジナルの意識を持った状態で目を覚ます。戦線メンバーが「満足して消えられる」ように音無と連携し、音無が行動しやすいように、戦線メンバーの敵として生徒会長に復帰する。
生徒会長という「最も消滅しやすい」立場にいたが、死後の世界にやって来た理由が「心臓のドナーにお礼を言う」ことであったため、「消滅」せずにいた。戦線メンバーが満足して「消滅」した後、音無からこの世界に訪れるであろう「不幸な魂」を救済するために共に死後の世界に留まることを提案されるがそれを拒み、ドナーである音無に感謝の言葉を述べると同時に彼の手の中で「消滅」した。唯一天上学園から昇天していく描写（光の球が昇天していく）が存在する。TV放送された第13話エピローグでは、かなでの生まれ変わりらしき少女が登場している。
卒業証書の文字はかなで役の花澤香菜が実際に担当している。
『ヘブンバーンズレッド』の『Angel Beats!』コラボシナリオ第１弾にてSS（最高レア）キャラとして登場、第２弾でも別衣装で登場している。相変わらずの天然ボケぶりと麻婆豆腐好きを発揮している。また、その後の第２・３弾にも登場する。
DVD/BD特典のキャラクターコメンタリーでは、第13話に出演。
キャラコメやドラマCD、『Angel Beats! The4コマ』では、ガードスキル関連を中心に中二病的なキャラクターになっている。
【生前】 心臓を患っており、音無の心臓を移植したことで生き長らえたが、卒業式を前に他界。心臓移植を受けた経緯や、死因などは不明。

### 死んだ世界戦線
仲村ゆりを筆頭とする組織。略称「SSS（クラススリーエス）」または単に「戦線」と呼称する。生前の記憶を持った人間達により構成され、主要人物や下記に紹介する人物、後述するGirls Dead Monsterのメンバー以外にも数十名のメンバーがいる。教員棟最上階にある占領した校長室を「対天使作戦本部」と称し、天使（かなで）を倒すために様々なオペレーション（作戦）を展開する。Track ZEROおよびHeaven's Doorでの結成時からアニメ本編までの時間は不明だが、結成時は銃一つ作ることや学内イベントやクラス編成などへの介入に苦労していたのに対し、アニメ本編では多種多様な銃器やライブ機材、地下トラップやギルドの規模、イベントやテストでのクラス編成への介入を容易に行っていることなどから、結成から長い期間過ぎていることがわかる。ゆり曰く、弱点はメンバーたちが「アホ」な事である。
組織名は彼らの気分により過去に何度か改名されたが、最終的には「死んだ世界戦線」に戻されている。ゆりのこだわりは末尾が必ず「〜戦線」となることである。戦線メンバーは、一般生徒とは異なる戦線独自の制服（男子はブレザー・女子はセーラー服）を着用し、左肩には「SSS」を図式化し「rebels against the god（直訳で「神に対する反逆者」）」と刺繍したワッペンをつけている。前日譚である『Angel Beats! -Track ZERO-』および『Angel Beats! Heaven's Door』の初期では、NPCと同じ制服で、男子は詰襟・女子はブレザーを着用していたが、その後、衣替えにかこつけて「神の用意した服を着るのは癪」として、戦線独自の制服を作成、直後に大々的に決意表明を行った。
メンバーの加入順としては、ゆりと日向が創設メンバーであり、続いて大山、チャー、野田、椎名の順に加入する（『Angel Beats! -Track ZERO-』より）。『Angel Beats! Heaven's Door』ではそれ以降も描かれており、遊佐、藤巻、岩沢・ひさ子、TK、高松、松下、入江、関根の順で加入している。最終的に本編第1話で音無が加入し、その後敵対していたが音無に説得された直井が加入するという流れになっている。
終盤で「影」の脅威から回避するために音無が説得したことにより、皆がそれぞれの満足を得て「消滅」する決意を固め天使（かなで）と共闘する。
日向 秀樹（ひなた ひでき）
声 - 木村良平
戦線創始者の一人で最古参。戦線のムードメーカーかつ本編の準主人公的な立ち回りを務める。ゆりの愛称である「ゆりっぺ」は彼が命名した（母親と同名で名前で呼ぶことを嫌がったため）。新参者の音無にも好意的で親友のように親身になってくれるが、逆に音無から同性愛者ではないかと疑いの目を向けられることもある。球技大会の勧誘の際、本人は人望があると自信を持って発言したものの、あてにしていた人物達にはことごとく他のチームに引き抜かれるか断られており、逆に人望の無さが露呈した。またユイとは下らないことで喧嘩ばかりしており、「ケンカするほど仲がいい」ともとれる「凸凹コンビ」で、彼女とのいさかいが結果的に彼の「消滅」を遅らせていた。
ヘタレさが目立つ人物であるが、ゆりの戦線結成の動機を作ったり、音無の考えに背中を押し協力したり、ユイの未練を消して彼女を「消滅」させたりと、常に仲間を第一に考えている一面を持つ。最終話で「卒業式」をした後、音無とかなでに気を遣い、彼らに軽く挨拶して音無を「親友」と呼び一足先に「消滅」した。
前日譚である『Angel Beats!-Track ZERO-』、『Angel Beats! Heaven's Door』の主人公。初対面でゆりに屋上から突き落とされ、その後何度も屋上ダイブを強要された。NPCの命名をした。現在のところ、椎名を2度殺している戦線メンバーは日向のみである（そのうち1回は天使と野田とチャーが共闘している）。
使用武器はRPK-74、S&W M645、M14 DMR。
野球大会では2番・セカンド。
特典ドラマCD、キャラクターコメンタリーでも基本的にキャラ崩壊が見られずツッコミに周ることが多い。
DVD/BD特典のキャラクターコメンタリーでは、第1、2、4、5、6、8、9、10、13話、および『SPECIAL EPISODE』に出演。
【生前】 野球部に所属しており、守備位置は二塁。自身のミスによって敗戦したため茫然自失になっていた際、部活の先輩から薬物を薦められていたような描写があった。その後、トラックとの衝突（交通事故）によって死亡し、この世界に来た。
高松（たかまつ）
声 - 水島大宙
戦線の参謀役。一見するとメガネを持ち上げる仕草が似合う知的キャラだが、ゆり曰く「本当はバカ」 で、その実態は制服の下に隠されたボディービルダーのような肉体美が自慢の筋肉キャラ。そのため、参謀とは名ばかりで、仕事はただ上がってきた報告を読み上げるだけである。密かに筋トレを欠かさず、何かにつけて服を脱ぎたがる。竹山とのメガネキャラかぶりを危惧しているが、頭脳労働では竹山のほうが有能である。スペアメガネをいくつも所持しており、よくそれらの手入れをしている。
後に「影」に飲まれてしまいNPC化してしまったが、その後正気に戻り、最終話で「消滅」した。
前日譚『Angel Beats! Heaven's Door』において、友人である光村の願いを叶えてもらうために自ら戦線に接触した。本人は「死が不可思議なものでその謎が解ければかまわない」として神への復讐心を持っていた訳ではなかったが、光村が「消滅」した後、戦線に加入した。その後、死後の世界に来たばかりの松下に接触し、新たな「運命の友」として一緒に乱取りや道場破りを行った。
使用武器はデザートイーグル.50AE、SR-25、SIG SG552。
DVD/BD特典のキャラクターコメンタリーでは、第5話に出演。
野田（のだ）
声 - 髙木俊
チャーに次いで仲間になった戦線最古参の最後の一人。新参者である音無を認めておらず、なにかと因縁をつけては食って掛かる。ゆりに心酔しており、彼女のことを悪くいう者には容赦しない。
身体能力が高い反面、自分やギルドの仕掛けた罠に引っ掛かるなど、自滅することが多く、日向には「バカ」と断言されてしまっている。また、かなでを奪還するオペレーションでは、自滅はしなかったものの真っ先に天使の分身に瞬殺されている。最終話で「消滅」した。
使用武器はハルバードで、銃（スチェッキン・マシンピストル）も所持してはいるが、あまり好んでいない。このハルバードはギルドに改装される前のダンジョンで入手した物である。
戦線加入前は死後の世界をゲームだと思っており、地下ダンジョンのラスボスと化していた椎名を倒そうとしていたが敵わずにいたところで、ダンジョン探索に来たゆり一行と遭遇し、ゆりに一目惚れして戦線に加入した。
野球大会では4番・キャッチャー。片手でバットを振って軽々とホームランを打ってしまう驚異的なパワーの持ち主である。
DVD/BD特典のキャラクターコメンタリーでは、第2、10話、および『SPECIAL EPISODE』に出演。
椎名（しいな）
声 - 斎藤楓子
「あさはかなり…」が口癖のクールな少女で、戦線立ち上げ直後に加入した6人目のメンバー。一部ではあるが「椎名っち」と気さくに呼ぶ者もいる。戦闘時は、忍者のような動きを見せ、その戦闘力は天使（かなで）にも匹敵する、戦線最強の戦闘要員。煙玉なども標準装備している。彼女のみ上着を半袖にしスカートにスリットを入れるなどSSSの制服を独自に改造しており、首には長い襟巻きをしている。弱点はかわいい物子犬のぬいぐるみは彼女の手作りである。最終話で「消滅」した。
前日譚『Angel Beats! Heaven's Door』では、初めは自らに名前はなく、あるのは暗号名のC7だけだと本人は語っていた。それを聞いたゆりが後にC7（しーなな）からとって椎名と名づけた。第3話の天使エリア侵入作戦の際、天使のパソコンの名簿の中に「椎名枝里」という名前があったが、それが彼女の本名であるのかどうかは不明。また、かなり昔の時代に人を殺すために生きていた人間であり、当初は死後の世界の違和感に混乱し地下へ逃げ込み、体感で3000日間訪れる人を斬り殺し続けていた。その結果、地下ダンジョンのラスボスと呼ばれるようになり、ダンジョンを訪れたゆりや日向ともほぼ一方的な激しい戦闘を繰り広げた。しかし、地上に誘き出されたところで争いに天使（かなで）が介入し、ゆりの奇策による日向の攻撃に敗れ、ゆりから「人を殺すこと」以外の生きる目的を与えられ戦線に加入した。仲間や友達というものに無縁だったようで、オペレーションキャンプファイヤーの際はオペレーションも忘れて楽しみ、早々に「消滅」しかけた。
使用武器は短刀。
野球大会では3番・ショート。
DVD/BD特典のキャラクターコメンタリーでは、第7話に出演。
遊佐（ゆさ）
声 - 牧野由依
冷静なオペレーターで神出鬼没。作戦時にはゆりの指示をインカムからトランシーバーでメンバーへ通達、あるいはメンバーの状況をゆりへ報告している。無表情で淡々としているが、淡々としたままでゆりに対して毒舌を吐いている。また、ガルデモの演奏に身体を揺らしてリズムを取っていたこともあった。最終話で「消滅」した。
前日譚『Angel Beats! Heaven's Door』にて当初髪を結っておらず、男に激しい恨みを抱いていたことが判明。その憎悪から男を鋏で刺殺する通り魔を起こしていたが、翌日には殺したはずの男が平然と生きていたことで男への憎悪と殺せない矛盾、さらには自分が死ぬことも忘れることも狂うこともできず正気で男を殺し続ける苦しみに苛まれることとなった。そして「死ぬ人間」を求め息を潜めていたが、風変わりな戦線メンバーなら殺せるのではと活動を再開し、野田や大山を餌食にした。
最終的に日向の作戦で捕縛され、ゆりからの勧誘については「敵は男だけ」と断るが、天使の存在を教えられると今の自分を終わらせるために接触、天使（かなで）の介入により性格が変化し「もう誰にも危害を加えない」と宣言した上で戦線に加入する。
この変化について「過去の自分を深い水底に沈めた」と語り、実際に元の遊佐が鎖に縛られ水中に没しているような描写も描かれているが、詳細は不明。変化後の遊佐は、突然現れたかのように登場しメンバーに驚かれたり、新制服を作った際にすぐ着替えず、そのことを日向に問われた時「それで決定でしたら明日にはその格好で現れます」と返すなど、普通の人間でなくなっているかのような描写が多い。
この変化を行った天使（かなで）は自室で遊佐の前でANGEL PLAYERを使用しているが、ANGEL PLAYERの存在をゆり達に報告しておらず、第3話までANGEL PLAYERの存在をSSSは知らなかった。
ガルデモの近くに描かれることが多かったことや上記のシーンの影響からか、『Angel Beats! The4コマ 僕らの戦線行進曲♪』ではガルデモの熱狂的ファンになっている。
DVD/BD特典のキャラクターコメンタリーでは、第8、9話に出演。
藤巻（ふじまき）
声 - 増田裕生
ガラの悪い少年で、メンバーと同年代だが「やさぐれあんちゃん」といった立ち位置。お手本のような噛ませ犬で、麻雀が好きなのか、ひさ子らと卓を囲むことも多いが、その度に「卓上の噛ませ犬」と化す。カナヅチ。当初は音無のことを軟弱者として馬鹿にしていた。最終話で「消滅」した。
麻枝准は本作の中で自身の1番のお気に入りキャラクターであると語っている。
前日譚『Angel Beats! Heaven's Door』にて生前ヤクザであったことが分かった。キャンプファイヤーの際、日向が持っていた銃に反応したところをチャーに見つかり、その経歴も併せて銃に詳しいと思われてギルドへ連行されるが、木刀しか作れず実働部隊へ移された。実際のところヤクザだったのは一日だけだったらしい。
使用武器はPPSh-41短機関銃と長ドスで、同じように近接武器を扱う野田や椎名と違い、銃も普通に使用する。
DVD/BD特典のキャラクターコメンタリーでは、第8、10話、および『SPECIAL EPISODE』に出演。
『SPECIAL EPISODE』のキャラクターコメンタリーに置いて、第1話放送当時から野田とキャラが被っていて、どっちがどっちか覚えられないという視聴者の声が多かったことが大山によって暴露されている（武器として藤巻は長ドス、野田はハルバートを常に持ち歩いており、両者ともに噛ませ犬的ポジションのキャラクターであることが要因と思われる）。
TK（ティーケー）
声：Michael Rivas
長身に赤いバンダナ姿（帽子を目深にかぶるような位置にバンダナを巻いていて目元は影で処理されているため目は見えない）で、首から手錠をぶら下げている。陽気に意味不明な英語を話す男だが、実際は英語は苦手である。時には英語と日本語が混ざった言葉を話すこともある。「TK」は自称であり、本名はおろか生前のことも謎である。趣味はストリートダンスで、よく廊下などでも踊っており、暇な時に松下にダンスを教えたりもする。ダンスをやっている影響か身体能力はかなり高く、戦闘では意外と活躍する。最終話で「消滅」した。
前日譚『Angel Beats! Heaven's Door』にてサヴァン症候群ではないかと考えられたが、結局その片鱗は一切見受けられなかった。戦線独自の制服に変わり、大々的に戦線を公表してから最初に加入したメンバーだが、表明とは関係なく日向と大山が見つけて連れてきた。まともにコミュニケーションが取れずゆりすら振り回され、決意表明後初の仲間がこのような奇人であることにゆりから呆れられていた。「TK」という名前は、本人が名前を全く名乗ろうとせず、また結局ただの変人だったため、野田に「とにかくキてる」奴だからと名付けられ、それを本人が気にいったため定着したもの。また、大山に対しては「Yamachang！」とあだ名で呼ぶシーンもあった。
彼の話す台詞はほとんどがTM NETWORKに影響を受けたものであり、主にTM NETWORKの曲名または歌詞の一部ばかりを喋っている。そのため、第12話で同話タイトルでもある「Knockin' on heaven's door.」を喋ったときには『それ、ボブ・ディランだぜ』と日向に突っ込まれていた。「TK」という名前も小室哲哉のイニシャルから取られたと考えられるが、これは麻枝准がTM NETWORKに強く影響を受けたことによる。
使用武器はFN ブローニング・ハイパワー、LAR グリズリー、PP-19 Bizon。
DVD/BD特典のキャラクターコメンタリーでは、第6、10話、および『SPECIAL EPISODE』に出演。
キャラクターコメンタリーでは普通に日本語を喋り、普段の彼の心情なども聞くことができるが、そのせいで自らキャラ崩壊を起こしており、そのことに日向はずっとツッコミを入れ続けていた。
松下 護驒（まつした ごだん）
声 - 徳本英一郎
がっちりとした体格で柔道が得意。細目で眼球が描写されることは少ない。柔道五段のため、「松下五段」と呼ばれているが武器は銃である。鍛錬のためか下駄を履いており、授業に出ない際は校庭の木を利用してトレーニングに励んでいる。暇な時には戦線メンバーに柔道を教えている。食堂の肉うどんが好物で、肉うどんの食券を譲る約束をすれば大抵のことは引き受けてくれる。終盤で山篭りで修行をしていたら、メンバーが驚愕するほどのダイエットに成功していた。最終話で「消滅」した。
前日譚『Angel Beats! Heaven's Door』にて、死後の世界に来てすぐ目が見えることに歓喜し、一般生徒を手当たり次第に投げていたところを高松に注目される。その後一緒に道場破りをしていたところ、戦線の活動に参加しない高松に文句を言いに来たゆりと遭遇し、戦線に加入した。
使用武器はラインメタルMG3、FFV AT4、H&K P7。
上記にあるように、高校生が柔道五段を取ることはできず、それでもなぜ「五段」と呼ばれているかについては、DVD/BD第6巻のキャラクターコメンタリー（11話）で、下の名前が、「護驒（ごだん）」という名前であったためだと本人が語っている。そのため、戦線メンバーは彼の柔道が五段と勘違いし、最初は本人も五段ではないと否定していたが、だんだん面倒になりそのまま放置するようになったとのこと。本人はその説明の後、「こんな名前、実際じゃあり得ない。ゲーム化などした際、製作スタッフは困らないのか？」と自虐的に危惧していたものの、『Angel Beats! Heaven's Door』にて正式にこの名前が登場した。
DVD/BD特典のキャラクターコメンタリーでは、第11話、及び『SPECIAL EPISODE』に出演。11話は異例の彼のみの出演となった。
【生前】 小学3年の頃の病気の影響で失明。盲学校に通い柔道は障害者スポーツで行っていた。失明後しばらく不登校であったが盲学校に通うまでは従姉である陽菜子が彼の下に来ていた。陽菜子は生まれたときから目が見えない状態であったが非常に明るい性格で太陽のようだったと本人は語っていた。失明後外に出させたり盲学校の柔道を勧めたりしたのも彼女であった。高等部二年の全国大会の決勝直前に当時福祉関係の仕事に携わっていた陽菜子は護騨を励まし職場に戻る。これを機に優勝候補相手に勝利するも、翌日彼女が職場に出勤した際悪天候の中で暴走車に轢かれて亡くなったため優勝の報告をすることが出来なかった。これに関して彼は「陽菜子さんを奪った、世界が憎いと思った」と語っている。
大山（おおやま）
声 - 小林由美子
特徴が無いことが特徴の少年。わかりきったことをいちいち解説してくれる。純情な性格で本気の恋しかしないと語っており、ゆりによって強制的に天使（かなで）に告白させられ振られた際には号泣していた。ポテトチップスが大好物。最終話で「消滅」した。
前日譚『Angel Beats!-Track ZERO-』及び『Angel Beats! Heaven's Door』では学生寮の日向のルームメイトとして登場する。あまりに個性がないため当初は日向からNPCと思われていた。戦線では日向に次ぐ最古参の一人。当初は日向がゆりから受けた所業を聞かされた影響で、ゆりへ異常な恐怖心を抱いており加入を断り逃亡したが、日向とゆりが仲違いをした際、日向を勇気づけ二人を仲直りさせたことをきっかけに加入した。生前は不明だが、「心の整理はつきそうにない」「生きるのは辛いことばかりだった」「日向のような一人で悩みを解決してくれる友達がいたらよかった」等と語っている。
使用武器はSIG SAUER P226、M24 SWS。
DVD/BD特典のキャラクターコメンタリーでは、第1、2、4、5、6、7話、及び『SPECIAL EPISODE』に出演。
キャラクターコメンタリーでは常に乳首が立っていることをバラされ、さらにゆりに引き出される形で新ジャンルに目覚めてしまった。また、DVD/BD第6巻特典ドラマCDではある意味一番キャラが壊れている。
竹山（たけやま）
声 - 市来光弘
伊達眼鏡が特徴の少年。天才ハッカー。ゆりからハンドルネーム「竹山君」と紹介されたが、本人は受け答えの際に「僕のことはクライストとお呼びください」と付け加えている。しかし、最初からスルーされ続けた挙句、途中で台詞を被せられるようになっていく。第9話でかなでに対する中間テスト妨害工作がばれて反省文を書かされた際に、名前を竹山 クライストと書いていたが、それが本名であるのかどうかは不明。「クライスト オブ ザ フロント ダイヤリー」というブログを作成している。
「天使エリア侵入作戦」にて、天使が使用しているパソコンのパスワードを解析し、ガードスキルに関する謎を明らかにした。最終話で「消滅」した。
DVD/BD特典のキャラクターコメンタリーの出演は戦線主要メンバーの中では唯一なし。第4、6巻の特典ドラマCDには出演している。
直井 文人（なおい あやと）
声 - 緒方恵美
生徒会副会長。常に学生帽を身につけた中性的な容姿の少年。一般生徒と同じ制服であることから周りからはNPCと思われていたが、音無達と同じく死んだ人間。表向きは優等生として生徒会の運営を任されながら、裏で一般生徒に暴力を振るうなどの悪事を働くことによって自己の存在を保っていた。彼がかなでを天使と勘違いしたのは戦線結成初期に校内でさりげない会話で日向に「生徒会長は何者ですか？」と問い日向が「彼女は人間じゃなく天使だから」と答えたため（この時、日向は直井がNPCだと思っていたため、NPCなら次の日にはそういう会話は忘れると思い、そう答えてしまった）。
傲慢な性格で、自分たちがいる世界を「不幸な人生を送った人間から神を決める世界」と捉えており、自身が神になろうと画策。死んだ世界戦線の作戦によりかなでが解任され生徒会長代理となったと同時に本性を表し、身につけた催眠術で生徒会を掌握し、戦線を殲滅。しかし、生前は誰からも存在を認められなかった自分を音無が認めてくれたため戦意を喪失。同時に音無に心を開いたことで戦線に入隊し、彼の舎弟と化した（音無自身は彼に対して無関心や冷めた感覚でみており、日向や戦線メンバーとのような会話もなく直井自身が勝手に音無についていっているような状況である）。後にかなでが生徒会長に復帰すると、再び生徒会副会長に戻った。
入隊後も一般生徒と同じ制服を着用し、催眠術を乱用したりメンバーを無能と罵倒したりと身勝手な行動が目立ち、相変わらず自分のことを「神」と呼んでいるが、音無に対しては異常なまでにえこひいきを見せ、以前の冷徹な性質からやや茶目っ気のあるキャラクターに変化する。
「卒業式」の後、音無に会えたおかげで自分は変われた、と彼に泣きながら感謝し「消滅」した。
使用武器はH&K USP。
DVD/BD特典のキャラクターコメンタリーでは、第8話に出演。
BUMP OF CHICKENの直井由文が名前のモデルになったとされている。
【生前】 陶芸の名士である父（声 - 中田譲治）の下に生まれるが、才能豊かな双子の兄・健人が跡取り候補となったため、誰からも期待されない毎日を送っていた。しかし木登りの際に枝が折れ二人そろって落下、運悪く石の上に落ちた健人が死亡したことで健人と入れ替わり、父の下で周りに受け入れられるチャンスをつかむべく壮絶な修行を積むが、師である父が病に倒れたことで再びチャンスを失う。そのため、「自分の存在を誰かに認められること」が彼の行動原理になっていた。なお、死因は不明。

### Girls Dead Monster
「ガールズ・デッド・モンスター」、通称 「Gldemo（ガルデモ）」。死んだ世界戦線所属の陽動部隊で、一般生徒から絶大な支持を得ているガールズバンド。オペレーション発動時にライブを行い、一般生徒を安全な場所へ誘導することが主な目的。他にも天使の注意を引き付けたり、ライブを行うこと自体がオペレーション開始の合図となるなど、その役割は多岐にわたる。
当初は戦線とは別に岩沢とひさ子の二人で活動しており、目を付けたゆりから勧誘を受けても戦線に興味を持っていなかったが、ライブのサポートやリズム隊の勧誘を条件に「共同戦線」として以降なし崩し的に加入することになった。その際、ゆりがベース・椎名がドラムで参加しライブを行っているが、音楽性が壮大すぎる珍妙な結果に終わり、ひさ子により二人は即クビとなった。一時期、学園祭のバンド大会でスカウトしたNPCの新木をドラムのサポートメンバーとして迎え三人体制で活動していたが、3年生だった新木はまもなく卒業し二人体制に戻っている。その卒業を送るライブを行った際は、ゆりと椎名が改めて練習を行い再び四人で演奏しており、この時は大盛況を収めている。その後、入江と関根が順に加入し本編時のメンバーとなった。
当初からバンド名が「Girls Dead Monster」だったわけではなく、最初のバンド名は「BEAUTIFUL THE BLOOD」で、新木が参加することになった際、「バンドらしくなってきたからそろそろバンド名を」というゆりからの依頼でひさ子により命名された。これより以前には、岩沢により「ダブルギターウーマンズ」、「マサ&ヒサ」、「Fカップ&Bカップバンド」等が考案されるが、どれもひさ子に即断で却下されている。入江と関根の加入後、厳しいひさ子を「モンスター」と形容したことで詰め寄られた関根が誤魔化す形でバンド名の話になり、ひさ子は「BEAUTIFUL THE BLOOD」は個人的な命名だったとして撤回。関根が提案した「ガールズアンドモンスター」は先の問答からひさ子に却下されるも、語呂は悪くないとして、岩沢によりアンドの代わりに、自身らが既に死んでいることからデッドで区切る「ガールズデッドモンスター」と命名された（『Angel Beats! Heaven's Door』より）。
第3話で岩沢、第10話でユイが「消滅」した後、ひさ子、入江、関根も第12話にて音無にバンドの活動終了を伝えて「消滅」し、「解散」した。
岩沢 雅美（いわさわ まさみ）
声 - 沢城みゆき（歌 - marina）
ガルデモのバンドリーダー。ボーカル & リズムギター担当。ガルデモで演奏する曲の作詞・作曲も行っている。クールでもの静かだが、音楽に対する熱い想いを秘めた天才肌のミュージシャンであり、ユイの憧れの人物。いつも音楽のことばかり考えており、それ以外には無頓着でBlu-Ray BOX特典のSP2での音楽の事を弁談しながらも何度落とし穴に嵌っても復活しその話を平然と継続するほどである。『Angel Beats! Heaven's Door』では、変なバンド名を考えてきたりと音楽以外については感性のズレた天然な面も濃く描かれている。新木と親睦を深めようと一緒に遊んでいた際は、天然な面も含め普段見せない様々な顔を見せていた。名前の漢字表記は『Angel Beats! 1st Beat』で記述されている。
自分の生きる道が見つかり、満足感と期待感を得て過去の自分から解き放たれたことで、作中での死んだ世界戦線の主要メンバーとしては、最も早く「消滅」を迎えた。彼女が最後に作った楽曲、「My Song」は、かなでのお気に入りの曲である。
使用ギターはFENDER American Deluxe Ash Stratocaster（エイジドチェリーバースト）。
『Angel Beats! The4コマ 僕らの戦線行進曲♪』では、基本的に口下手で自分の想いは言葉ではなく音で伝えようとするなど天然ボケな面が強いが、音楽の話題になると途端に饒舌でハイテンションになるというアニメ版とはやや異なったキャラ設定になっている。
麻枝曰く彼女は人気キャラになるとは思っておらず、天使のいいなりで学園生活を送る以外で、この世界から消える方法を示すためだけに用意した道具的なキャラだったと語っている。
DVD/BD特典のキャラクターコメンタリーでは、第3、12話に出演。
12話コメンタリーでは、音楽以外にうどんにも熱い、うどんキチであることが発覚した。
『1st beat』で消滅しなかったルートでは、音無と愛し合った翌日に妊娠七ヵ月の胎児を授かり「初音」と名付けている。しかしこの世界では生あるものは生まれることはできずその子を産むことなく「消滅」した。
2024年年末の『ヘブンバーンズレッド』の『Angel Beats!』コラボシナリオ第３弾にてすでに消滅した為にシナリオには登場しないが、SS(最高レア)のキャラとして登場することになった。
【生前】 両親の喧嘩が絶えない家庭環境で育った。CDショップで聞いたSAD MACHINEの歌に救われたことがきっかけで音楽の道に目覚め、雨の日にゴミ捨て場に捨てられていたアコースティックギターを拾い、インディーズでの音楽活動を始める。成績は非常に優秀だったが、アルバイトをしながらオーディションを受ける日々を過ごすようになった。そうしながら上京して音楽で生活することを目指していたものの、両親の喧嘩に巻き込まれ、父親にビール瓶で頭部を殴られ脳梗塞を起こしたが気付かず、バイト先で突如意識を失い転倒。入院し、倒れた際の打ち所が悪く失語症となりそのまま18歳で亡くなり、死後の世界にやって来た。
芳岡 ユイ（よしおか ユイ）
声 - 喜多村英梨（歌 - LiSA）
元ガルデモのアシスタントで、大ファンでもある少女。八重歯が特徴的。ストリートライブでガルデモの曲を演奏したりしており、独自のファンも持っていた。岩沢の「消滅」後は彼女に代わり、ボーカル & ギターを担当。「Thousand Enemies」の作詞（と曲のネーミング）も担当。『Angel Beats! 1st Beat』によるとガルデモ加入前は陽動部隊の支援要員として、ガルデモのライブを盛り上げるため観客とともに声援を送ったり、楽器の設置や後片付けなどを手伝ったりしている。また、岩沢は時々初心に戻るため、ユイのストリートライブを見に行っていた（だがユイの邪魔にならないよう声をかけるようなことはしなかったため、ユイは気付いていなかった）。
その可愛らしい見た目とは裏腹に、手錠や悪魔の尻尾のようなパンクなアクセサリーを身に着けており、性格も外見に似合わず短気かつ毒舌。口ぐせは「アホ」（アホですね、アホの集まりですね etc.）。特に日向とは下らないことですぐに喧嘩する「ケンカするほど仲がいい」ともとれる関係の「凸凹コンビ」である。
気性は激しいが、本来は純粋かつ寂しがり屋である。
当初は彼女をガルデモのメンバーに加えることに対して、ゆりを初め一部の戦線メンバーは懐疑的な考えを示していたが、ガルデモのメンバーからは新メンバーとして受け入れられており、ひさ子から岩沢が残した最後の楽曲「Thousand Enemies」を託された。
その後、メンバーが満足して消えることを目的とした音無の計らいから、生前から抱えていた夢を次々と叶えてもらい、最後に自身が女性の究極の夢であると思っている「結婚がしたい」という望みに日向が応えたことにより、満足して「消滅」した。野球大会では、打順は不明だが、ファーストを守っている。
使用ギターはGibson SG Special Faded（ウォーンチェリー）。
特典ドラマCDのNG大賞では女性の尊厳にかかわる行為をさせられるはめになった。また、作中での会話から音無とは同時代の人物と思われる。『Angel Beats! The4コマ』では結婚後も消滅せずに日向共々、バカップルになっている。
DVD/BD特典のキャラクターコメンタリーでは、第4話に出演。
2024年年末の『ヘブンバーンズレッド』の『Angel Beats!』コラボシナリオ第３弾にてすでに消滅した為にシナリオには登場しないが、SS(最高レア)のキャラとして登場することになった。
【生前】 幼少時に交通事故に遭い、後遺症で寝たきりとなり、母の介護を受けていた。そのため、唯一の娯楽であったテレビで見たプロレスやサッカーや野球、そしてボーカルバンドに思いを馳せるようになった。死因については描写されていない。
渕田 ひさ子（ふちた ひさこ）
声 - 松浦チエ
ガルデモのサブリーダー。シャキシャキした姉御肌で、音楽一辺倒な岩沢に代わりメンバーをまとめ上げる影のリーダーでもある。バンドではリードギター担当で、ユイに「殺人的なリフさばき」と評されるほど、高い演奏技術を持つ。趣味は麻雀。さばけた性格から戦線の男メンバーとも仲が良く、彼らとよく卓を囲んでいる。豪運の持ち主でもあり、負け知らず。また、日向がいうには運動神経が抜群であるらしい。本作に登場する女性キャラでは胸が一番大きく、岩沢曰くFカップであるらしい（本人は否定している）。後述にある通り常識人であり、特別編でのオペレーション「ハイテンションシンドローム」でも音無と同じであまり乗り気ではなかった。
前日譚『Angel Beats! Heaven's Door』では、彼女が岩沢を誘いガルデモの原型となる二人組バンドを結成する経緯が描かれている。ずっと一人でやっていた岩沢を引っ張っていく形でサポートし、岩沢が作った楽曲のアレンジも担当していた。また、戦線と協力するにあたってのゆりとの交渉も全面的にひさ子が行っていた。ギター以外の楽器にも精通しているようで、入江や関根が加入した際に経験の少ない二人の指導に当たっている。ただし、容赦のないスパルタであり、入江からは「悪魔的」、関根からは「モンスター」と称された。一方で自信喪失した入江を諭すなどメンバー思いの優しい一面も見せている。
Blu-Ray BOX特典のSP2では中心人物の一人で関根達が仕掛けたトラップに引っ掛かり、怒り心頭、不穏なオーラを纏い雄叫びをあげながら頭に被ったトラップの生レバーを食わせ関根を粛清した。また、止めに入った天使の攻撃を避け、逆に彼方へ放り投げるなど並々ならぬ身体能力を発揮していた。ゆりは「悪魔」と評し、最終的には暴走し過ぎてその場にいた無関係者までにも被害が及んだため、音無から「悪魔と言うよりただの化け物（モンスター）じゃないか」と評された。
なお、BD/DVD第5巻・第9話のキャラクターコメンタリーで、ひさ子自身が「高橋」と名乗るシーンがあるが、これは同シーンにおいて、ひさ子が本作の宣伝プロデューサー・高橋祐馬をパロディで演じているからであり、彼女自身の苗字が高橋だというわけではない。
使用ギターはFender USA '62 JazzMaster（blue）。
DVD/BD特典のキャラクターコメンタリーでは、第3、7、9、12話に出演。
作品中屈指の常識人であり、キャラクターコメンタリーでは日向に次ぐツッコミ担当。

【生前】 父親の影響で音楽を始め、様々なバンドを転々とし自身の求めるバンドを探していた中、知り合いから紹介され、カリスマ性を持った男・斬崎がボーカルを務めるバンド「汚れた血」に加入した。その後メジャーデビューすると斬崎のカリスマ性により瞬く間にバンドは人気を博していった。しかし、斬崎には自傷癖があり、さらにはその世話をしていた人物が斬崎の元を去ったため、その役目を担うことになってしまう。親密な関係であることがファンの間に知れると、熱狂的なファンからは罵倒されるようになり、果ては実家が放火されるという事態に発展。精神的に限界が来て幸い全員無事だった家族の元へ戻り音楽性の違いで仲たがいしていた父と仲直りもするが、ある日斬崎が生放送の番組出演中にカメラの前で拳銃自殺をし、それを目の当たりにしたことで、斬崎から目を離してしまった罪悪感に苛まれ精神疾患に陥ったということがゲーム版「1st beat」およびコミック版「The Last Operation」3巻で明かされた。ゲームでは死因にまでは触れられていなかったが、コミックによると、そのまま衰弱死したとされる。
『ヘブンバーンズレッド』の『Angel Beats!』コラボシナリオ第２弾ではひさ子がS実装され、初めて名字が語られた。同作では、ひさこの生前の経緯がほぼ前述のままだがより詳しく描かれており、斬崎（本名・木崎久遠）も登場している（声優：重松千春）。作中ではヘブンバーンズレッドの主人公・茅森月歌を岩沢の生まれ変わりと思い、音楽性に惹かれる意外な一面を見せる。また同作のツッコミ役こと和泉ユキと同じ激しいツッコミも担当していた。
入江 みゆき（いりえ みゆき）
声 - 阿澄佳奈
ドラム担当。愛称は「みゆきち」。死人ではあるが、幽霊が苦手。普段はおどおどしているが、パワフルなドラム演奏を行う。関根とは親友同士であるがいつも関根の行動に振り回されている。お互いを「みゆきち」、「しおりん」と呼び合っている。
『Angel Beats! Heaven's Door』にて生前は音楽の授業以外では楽器の経験がないことが語られた。「小動物系の入江が加わればますます人気アップ」というゆりの考えに加え、本人も天使（かなで）とはとても戦えないと主張したためビューブラに加入させられた。ひさ子の厳しい特訓を根性でこなしていくも中々上達できず、生前の経験も相まって自信を喪失してしまう。ひさ子に詰め寄られ自棄になって気持ちを打ち明けるが、ひさ子が本心を交え優しく諭したことで自信を回復。以降前向きに練習に打ち込むようになり、6年ほどの自己練の果てに現在の腕前をものにした。生前については性格柄からかわれやすく笑いものにされていたことを独白しており、またその死について「本当にあんなことで死んでしまったのでしょうか」「きっとみんなに迷惑かけたまんま」と述べている。
使用ドラムはPearl Forum FZ（カーボンブラック）。
DVD/BD特典のキャラクターコメンタリーでは、第3、12話に出演。
Blu-Ray BOX特典のSP2では中心人物の一人。
キャラクターコメンタリーにおいて、ドラムに関する時はキャラが変わる重度のドラムキチだということになっているが、作中ではそのようなシーンがないため、公式設定なのかキャラコメネタなのか真相は不明である。
【生前】『ヘブンバーンズレッド』の『Angel Beats!』コラボシナリオ第１弾でゆり＆かなでと共に参戦、第１弾ではS実装だったが、第２弾ではSS（最高レア）でも実装された。入江の生前の話が描かれた。周囲に流されるままに推薦されて生徒会長になったところ、学校で心霊騒ぎが発生。実は、他の生徒会メンバーが入江に対して仕組んだドッキリだったが、駅にて生徒会メンバーに肩を叩かれた入江は、怯える日々を過ごしていたため驚いて線路に落ち電車に轢かれて死んでしまう。残された生徒会メンバーは、入江を死に追いやったという自責の念に駆られて心を病み、次々と問題も起こるようになって「（入江の）呪い」とも呼んだ。
関根 しおり（せきね しおり）
声 - 加藤英美里
イタズラ好きの問題児。ベース担当。愛称は「しおりん」。腕は確かだが、いきなりアドリブを入れだしたりして暴走し、ライブをめちゃくちゃにしてしまうことも。その罰として活動日誌を書かされたりもしているが、反省の色はないようで、ひどい内容からひさ子と入江をさらに怒らせており彼女が主要人物であるBlu-Ray BOX特典のSP2ではひさ子を怒らせ過ぎたため、きつい粛清で傷んだ生レバーを無理やり食わされ、ひどい腹痛に陥っていた。
『Angel Beats! Heaven's Door』にて戦線と天使（かなで）の抗争のど真ん中で目覚め、そのまま保護される形で加入。戦線メンバーからは初対面から散々ないじりを受け、ツッコミのみ評価されていた。ベースの経験があったことからビューブラメンバーとなる。しかし学祭レベルのものであり、プロレベルの腕前である他のメンバーについていけず、入江同様ひさ子のスパルタ特訓を味わう事になる。この時同じ道を通った入江に親身にされ、意気投合した。その性格故かひさ子に暴力をふるわれたことはないという入江と違い、暴力的な折檻もされていた。
使用ベースはG&L L-2000（White blonde/Maple）。
DVD/BD特典のキャラクターコメンタリーでは、第3、12話に出演。
入江とともに本編では10話までセリフがなく、キャラクターコメンタリーでは自虐的に出番の少なさをネタにしている。
2024年年末の『ヘブンバーンズレッド』の『Angel Beats!』コラボシナリオ第３弾にて彼女のシナリオには登場で家族と音楽を始めたきっかけについて語られることになる。

### ギルド
戦線メンバーの武器を製造、修理及び管理を受け持つ組織。死後の世界では、生前の記憶を元に土塊などを材料に様々な物を造り出せる（逆に記憶にない物を適当に作ると本当に「形だけ」の物になる）。学校地下にある巨大な空間に大規模な施設を有していたが、かなでに発見されたため爆破して放棄。以降はかつて使用していた「オールドギルド」へと移動した。
チャー
声 - 東地宏樹
ギルドのリーダー。大山に続いて仲間になった戦線最古参の一人。接近戦においてはゆり・日向・大山を相手に圧倒できるほどの実力を持っている。高校生だが、髪の長さや体格の良さで年上に見られがち。前日譚『Angel Beats! -Track ZERO-』及び『Angel Beats! Heaven's Door』にて校長を襲い、ゆりが戦線を立ち上げるきっかけを作り、武器の作り方を最古参メンバーに教えたりもした。
終盤、ギルド内で「影」と戦い弾薬を消費したゆりに、自身の武器を手渡す。その際「ついに戦いが終わる」と認識し、彼女からこれまでの感謝の言葉を受け取り「消滅」した。
【生前】 高校生ながら結婚をしていたが、相手の親からは離縁を迫られていた。そのため、2人だけの楽園を目指し現実には無い遠い世界へ旅立った。しかし、離ればなれとなり死後の世界へ1人で来てしまったために苦悩していた。銃の構造をパーツから全て克明に記憶しているなど、かなり特殊な環境で生きていた模様。
フィッシュ斉藤（フィッシュさいとう）
声 - 緑川光
釣りマニアで、オペレーション「モンスターストリーム」（川釣り）実施時は戦線メンバーの釣り道具をギルドから荷車で引いて川に来る。釣り道具は彼が作っているらしく、その強度は「モンスター」と呼ばれている川の主にも耐えられるほど。銃にも詳しいらしい。
なお、斉藤というキャラクターはKey作品において共通して登場している。

### 音無の生前の関係者
音無 初音（おとなし はつね）
声 - 中原麻衣
音無の妹。重い病気で入院していた。兄が買ってくる雑誌を読みながら入院生活を送っていたが治療もむなしくクリスマスに亡くなる。彼女の死をきっかけに音無は医学を志すようになった。
五十嵐（いがらし）
声 - 関智一
音無が生前に遭った鉄道事故で負傷した客の一人。頭を怪我していたのを音無に助けられ、彼と共に被災者の救助にあたっていた。音無の献身さに深く感心していた。

### その他
一般生徒、教師（NPC）
NPCという呼称は『Angel Beats!-Track ZERO-』にて日向が命名（いわゆるエキストラの意）。死者である戦線メンバーやかなでと違い、学校生活を過ごしているただの学生と教師たちである。RPGにおけるNPCとは異なり、一見しただけでは人間と見分けがつかない。見分け方の一つとしてこの世界が死後の世界であるということを理解していることなど世界に関してメタ発言ができるかなどがある。それぞれに感情や髪型などの個性があり、話しかけられたら会話が成立し、時には教師にも反抗する。一般生徒は割とミーハーなところもあり、ガルデモのライブが唯一の楽しみでもあるが、逆に教師の中にはガルデモに対して不満を抱くものもいる。彼らと戦線メンバー・天使（かなで）との共通点は、不老不死であることである。男子は詰襟・女子はブレザーを着用する。『Angel Beats! Heaven's Door』にて現実の学生と同様在学期間は3年で、経過すると「卒業」と称し世界から「消滅」することが判明している。新学期になると新入生として新たなNPCが現れるようである。
なお、この「NPC」という呼称や、天使のガードスキル発動時のエフェクトに0や1の数字が飛び散ることなどから、「この世界は実はオンラインゲームのような電脳世界なのではないか？」との憶測がされたことがあったが、これは麻枝により公式に否定されている。
謎の青年
声 - 石田彰
ギルド連絡通路B20に存在する「第2コンピューター室」に居を構え、死んだ人間を取り込んでNPC化させてしまう「影」を「ANGEL PLAYER（死後の世界のマテリアルを作成・改変できるソフト）」で大量発生させて世界を混乱に陥れた人物。その正体は「ANGEL PLAYER」開発者（青年曰く遠い昔の人）によって作られたNPCであり、死後の世界に存在してはならない「愛」という「バグ」が芽生えた事を引き金に「影を使ってのNPC化、世界のリセット」という目的を与えられている。
その理由はこの世界で「愛」が芽生えると「永遠の楽園」に変わってしまい、「卒業」を目的とした死後の世界と矛盾してしまうためである。誰かのために生き、報われた人生を送った者が記憶喪失で死後の世界に迷い込むことが稀にあり、それが「愛」という「バグ」の発生に繋がる。製作者自身もそうであったらしい。
自分の元に唯一辿り着いたゆりに対し、「ANGEL PLAYERの使用権を引き継いで自身が死後の世界の神になれる」という選択肢を与えるが、「仲間を守る」という決意を持った彼女に拒否された結果、全ての端末を破壊され、自らも「消滅」させられた。
プログラマー本人は既にNPCと化している。「ANGEL PLAYER」のプログラマーは、「愛」を知り1人この世界を去って行った「彼女」を待ち続けたが永過ぎる時間に正気を失い、自らをNPC化する用途で「影」を造り出し、同じようなことが起こった際に発動するように世界に適応させた。ただし、影に取り込まれNPC化した高松は正気に戻れたらしく、それを聞いたゆり曰く「想いの強さでいつか人に戻れるようしてあった」らしい。
光村（みつむら）
『Angel Beats! Heaven's Door』に登場。高松の友人。生前は短距離走のランナーだったが、高総体で失態を犯した後、練習中に靱帯を損傷し挽回できなくなったことを未練に死後の世界にやってきた。死後の世界の体育祭でも大活躍したものの、相手が一般レベルのため未練は解消できずにいた。そんな中で水泳大会で驚異的な身体能力を発揮にした椎名を見て勝負を望むようになり、高松の掛け合いでそれは実現しゆりからは負ければ戦線加入という条件を出されるが、見事勝利しその瞬間に「消滅」した。
新木（あらき）
『Angel Beats! Heaven's Door』に登場。3年生のNPC。入江加入以前に、岩沢とひさ子のバンド活動にドラムのサポートメンバーとして参加していた。学園祭のバンド大会で、NPCながらその演奏能力を見込まれスカウトされる。二人に憧れていたようで、一緒に演奏できることを本望だと喜んでいた。一方でNPCのため、授業中関係なしと聞かされたときは愕然としていたが、ゆりに丸め込まれた。
他人との距離が近い性格で、親睦を深めようとした岩沢とあっという間に親密になり、岩沢とひさ子のすれ違いを招いてしまった。しかし、二人に憧れる気持ちに偽りはなく、卒業ライブの際ひさ子にも気持ちを伝え、ゆりと椎名が加わったビューブラのライブに送られ他の3年生とともに卒業、消滅した。
エミリー
『Angel Beats! Heaven's Door』に登場。3年生のNPC。校内で人気が出てきたバンド「ロストパラダイス」のボーカル。NPCだがメタルっぽい派手な格好やキャラをしている。しかし格好に反し音楽性はエモロックらしい。芸名と思われるが、本名は不明。岩沢と新木の二人とすれ違い疎外感を感じていたひさ子をロスパラに引き抜いた。卒業ライブにおいて岩沢にひさ子を取り返され、その後のビューブラの演奏に「やっぱり敵わない」と感想を漏らし、観客としてライブに参加し他の3年生とともに卒業、消滅した。
陽菜子（ひなこ）
声 - 由宇翼（ゲーム）
『1st beat』に登場。松下五段の生前の恩師で片思いの相手だった女性。松下の従姉で生まれつきの視覚障碍者（弱視）。松下が視力を失った時に元気づけ生きる希望を与えた。大学卒業後に福祉の仕事に就いていたが、松下の柔道決勝戦の翌日に交通事故でこの世を去る。向日葵が好きだったこともあり、松下が彼女の顔を思い出すきっかけともなった。

## 用語
学園
森に囲まれた丘陵地にある生徒総数2000名を越える全寮制の学校。一見するとごく普通の生徒らが生活を送っている学園だが、実は死後の世界。校名は「天上学園」。
現世で理不尽な人生を体験し、青春時代をまともに送れずに死んだ者はこの世界に送られ、あらかじめ用意されたエキストラの生徒や教師達（NPCと通称される）と共に、学園で楽しい青春時代を過ごす内に未練を無くし、「消滅」（成仏）し、転生する。生徒会長のかなでは、“何もない空間だった手先に突然刃物を出す”“飛んできた銃弾の方向をねじ曲げる”などの非人間的な能力を持っているため、ゆり達からは神の使いか手先のような者と推察されており、“天使”と呼ばれている。一方の戦線は、長い時間をかけて生産し備蓄した銃などの武器を使い、元々死後の世界であるため“死ぬ”こともなく、歳を取ることもないこの世界で何年も死闘を繰り広げていた。

## 製作
Key・アニプレックス・電撃G's magazine・P.A.WORKSの共同プロジェクトで、原作・脚本はKey所属のシナリオライター・麻枝准、キャラクター原案はKey所属のNa-Gaが手がける。両者ともテレビシリーズ作品は初挑戦である。なお、ゲームメーカーのKeyが関わっているが、本作品はゲームを原作としたものではないアニメオリジナルの作品である。また、幾人かの声優は麻枝の推薦で選ばれている。
『電撃G's magazine』2009年11月号にて、アニメーション制作はP.A.WORKS、監督が岸誠二であることが発表された。また岸とタッグを組むことが多い音響監督の飯田里樹も本作では脚本会議の段階から参加している。
アニメの演出として、場面転換の際は現在地の名前がテロップで入る。また、監督の岸がインタビューにて「自分にとっても麻枝にとっても本編の結末はある特定ルートでの可能性であり、他のルートや結末もありえる」という趣の発言をしている。
校舎のモデルは金沢大学とされており、2011年9月20日から同大学角間キャンパスで開催された2011年度精密工学会秋季大会のポスターには、本作品の描き下ろしイラストが採用された。

### セッティング
天使は 両儀式のような「戦うヒロイン」の立ち位置で構想を詰めていたところ、上がってきた設定画の可愛らしさでキャラの方向性が固まったという。その後「天使ちゃんマジ天使」と呼ばれ、ファンに愛されるキャラクターに育ったことを喜んでいる。
死んだ世界戦線メンバーの一人である野田の武器は当初棍だったが、音無の首に刃を当てる演出をするためハルバードに変更された。

### キャスティング
岸はキャスティングに際して、声質がキャラクター性に合っているか、戦闘シーンでの緊迫した会話や、日常の何気ないやり取りができるか、ということに重きを置いている。飯田はこれらの点を岸に任せつつも、岸との相性や、演者とキャラクターの性格との乖離の有無など、現場でのストレス軽減に焦点を置いたキャスティングを行った。また、飯田はオリジナル作品であるがゆえにキャラクターに対するスタッフのイメージにばらつきがあったため、選考には苦労したと話している。
音無は等身大の高校生というコンセプトがあり、オーディションの際の神谷浩史の演技が最も繊細でいきなり死後の世界に来てしまった時の戸惑いが良く表現できていたところから、起用に至った。
ゆり役の選考にはリーダーシップとかっこいい戦いができる点に重きが置かれ、バランス性が評価される形で櫻井浩美が起用された。
一方天使は無口でありながらも陰気ではなく天然ボケ寄りのキャラクターであることに加え、無機質な話し方をする遊佐との区別が必要であることから花澤香菜が起用された。
ユイはテンションが高いおバカキャラという設定であり、理不尽な切れっぷりに迫力があったことを理由に喜多村英梨が起用された。

### 音楽
麻枝の要望により、本作の音楽にはミニマル・ミュージックが採用された。飯田は『電撃G's magazine』とのインタビューの中でアニメの劇伴としての使用頻度が低いジャンルなので、試行錯誤も多い分独特の雰囲気が出せそうだと話している。作曲は麻枝本人に加え、麻枝が推薦したANANTGARDEEYESの二人が担当している。飯田は前述のインタビューの中で、ANANTGARDEEYESが麻枝と自分の指示の間で板挟みになってさぞ苦労しているだろうと話している。

## スタッフ
- 原作・脚本 - 麻枝准[39]
- 監督 - 岸誠二[39]
- キャラクター原案 - Na-Ga[39]
- キャラクターデザイン・総作画監督 - 平田雄三[39]
- プロップデザイン - 岩畑剛一、島村英康、小川充子、森木靖泰
- チーフアニメーター - 宮下雄次、川面恒介
- イメージボード - 松本剛彦
- 美術監督 - 東地和生
- 色彩設計 - 井上佳津枝
- 特殊効果 - 村上正博
- 撮影監督 - 佐藤勝史
- 3D監督 - 山崎嘉雅
- 編集 - 高橋歩
- 音響監督 - 飯田里樹
- 音響効果 - 奥田維城
- 音楽 - ANANT-GARDE EYES、麻枝准[39]
- 音楽制作 - ビジュアルアーツ、1st PLACE
- プロデューサー - 鳥羽洋典、堀川憲司、丸山博雄
- ラインプロデューサー - 辻充仁
- アニメーション制作 - P.A.WORKS[39]
- 製作 - Angel Beats! Project（アニプレックス、アスキー・メディアワークス、ビジュアルアーツ、ピーエーワークス、ムービック、電通、毎日放送）、中部日本放送

テレビ未放送の「SPECIAL EPISODE」および「ANOTHER EPILOGUE」の製作クレジットは「Angel Beats! Project」（および製作委員会内訳）のみで、中部日本放送は表示されていない。
スタッフロールでは、毎日放送・中部日本放送ともに当時のロゴタイプで表記されていた（CBCは全国ネット番組に準じて漢字の「中部日本放送」ロゴを使用していた）。

## 外国発売
- Sentai Filmworks（Section 23 Films）（北アメリカ）
- サイレンビジュアル（オーストラリア）
- マンガ・エンターテイメント（イギリス）
- 普威爾国際（台湾）

## 主題歌
※テレビ版の第1話・第10話・第12話・第13話のOPは未使用（DVD/BD版では使用されている）。
オープニングテーマ
「My Soul, Your Beats!」（第2話 - 第3話、第5話 - 第9話、第11話）
作詞・作曲 - 麻枝准 / 編曲 - ANANT-GARDE EYES / 歌 - Lia
「My Soul, Your Beats! (Gldemo ver.)」（第4話）
作詞・作曲 - 麻枝准 / 編曲 - 光収容 / 歌 - ユイ (LiSA)

エンディングテーマ
「Brave Song」（第1話 - 第9話、第11話 - 第12話）
作詞・作曲 - 麻枝准 / 編曲 - ANANT-GARDE EYES / 歌 - 多田葵

挿入歌
「Crow Song」（第1話）
作詞・作曲 - 麻枝准 / 編曲 - 光収容 / 歌 - Girls Dead Monster (marina)
「Alchemy」（第3話）
作詞・作曲 - 麻枝准 / 編曲 - 光収容 / 歌 - Girls Dead Monster (marina)
「My Song」（第3話）
作詞・作曲 - 麻枝准 / 編曲 - 光収容 / 歌 - Girls Dead Monster (marina)
「Thousand Enemies」（第5話）
作詞・作曲 - 麻枝准 / 編曲 - 光収容 / 歌 - Girls Dead Monster (LiSA)
「Shine Days」（第10話）
作詞・作曲 - 麻枝准 / 編曲 - 光収容 / 歌 - Girls Dead Monster (LiSA)
「一番の宝物 (Yui ver.)」（第10話）
作詞・作曲 - 麻枝准 / 編曲 - 光収容 / 歌 - ユイ (LiSA)
クレジット上では挿入歌扱いだが、第10話のエンディングとして使用された。
「一番の宝物 (Original Version)」（第13話）
作詞・作曲 - 麻枝准 / 編曲 - ANANT-GARDE EYES / 歌 - karuta
クレジット上では挿入歌扱いだが、第13話のエンディングとして使用された。第10話にて使用されたYui ver.とは歌詞が異なっている。

## 各話リスト
| 話数              | サブタイトル              | 絵コンテ   | 演出              | 作画監督                                       |
| ----------------- | ------------------------- | ---------- | ----------------- | ---------------------------------------------- |
| EPISODE.01        | Departure                 | 岸誠二     | 岸誠二            | 平田雄三                                       |
| EPISODE.02        | Guild                     | 平井義通   | 平井義通          | 川面恒介                                       |
| EPISODE.03        | My Song                   | あおきえい | 安斎剛文          | 海谷敏久、岩岡優子                             |
| EPISODE.04        | Day Game                  | 湖山禎崇   | 橋本裕之          | 宮下雄次                                       |
| EPISODE.05        | Favorite Flavor           | 浅井義之   | 平井義道          | 川面恒介、朱炫裕 許箕棟                        |
| EPISODE.06        | Family Affair             | 平松禎史   | 許琮              | 平松禎史                                       |
| EPISODE.07        | Alive                     | 安斎剛文   | 安斎剛文          | 松本剛彦、岩岡優子                             |
| EPISODE.08        | Dancer in the Dark        | 橋本裕之   | 橋本裕之          | 宮下雄次                                       |
| EPISODE.09        | In Your Memory            | あおきえい | 柿本広大          | 関口可奈味                                     |
| EPISODE.10        | Goodbye Days              | 政木伸一   | 安斎剛文 高橋正典 | 石井百合子、川面恒介 鈴木美咲                  |
| EPISODE.11        | Change the World          | 許琮       | 許琮              | 金祈南、許箕棟 川面恒介                        |
| EPISODE.12        | Knockin' on heaven's door | 小倉陳利   | 平井義道          | 平田雄三、倉川英揚                             |
| EPISODE.13        | Graduation                | 橋本昌和   | 橋本裕之          | 宮下雄次、川面恒介 鈴木美咲                    |
| SPECIAL EPISODE   | Stairway to Heaven        | 浅井義之   | 安斎剛文          | 宮下雄次、川面恒介 鈴木美咲、奥田陽介 岩岡優子 |
| [ 注 55 ]         | ANOTHER EPILOGUE          | 橋本裕之   | 橋本裕之          | 平田雄三                                       |
| SPECIAL EPISODE 2 | Hell's Kitchen            | 橋本裕之   | 橋本裕之          | 宮下雄次                                       |

次回予告は、テレビ版ではシーンナンバー付きのセリフを記した文字と音声で構成されているが、公式サイトでは映像付きバージョンが毎週月曜日更新で公開されていた。
DVD/BD第7巻には第4.5話に相当するテレビ未放送特別編と第13話アナザーエピローグ（Cパート）が収録されている。
後に麻枝は雑誌でアナザーエピローグが本来の書き上げたラストだったが監督に見せたところ、「ハッピーエンドではないと」とダメ出しをくらい書き直したと語っている。麻枝にとって本来のこのエピソードにてループ設定と音無=影を作った人物としての可能性を持たせたかった演出がなされている。放送されたCパート(二人が転生したと思われるシーン)は変更後に作成されたシーンとなり放送終了後、BパートとCパートの音無の行動(音無はあの後すぐに転生したのか?)の違和感に対して視聴者に議論を巻き起こした。Blu-ray BOXには第2.5話に相当する書き下ろし新作エピソードを収録。

## 放送局
| 放送地域   | 放送局             | 放送期間                 | 放送日時                     | 放送系列       | 備考                                   |
| 本放送     | 本放送             | 本放送                   | 本放送                       | 本放送         | 本放送                                 |
| ---------- | ------------------ | ------------------------ | ---------------------------- | -------------- | -------------------------------------- |
| 中京広域圏 | 中部日本放送       | 2010年4月3日 - 6月26日   | 土曜 2:00 - 2:30（金曜深夜） | TBS系列        | 製作局                                 |
| 関東広域圏 | TBSテレビ          | 2010年4月3日 - 6月26日   | 土曜 2:25 - 2:55（金曜深夜） | TBS系列        |                                        |
| 近畿広域圏 | 毎日放送           | 2010年4月4日 - 6月27日   | 日曜 1:58 - 2:28（土曜深夜） | TBS系列        | 製作委員会参加 『アニメシャワー』第1部 |
| 富山県     | チューリップテレビ | 2010年4月5日 - 6月28日   | 月曜 1:45 - 2:15（日曜深夜） | TBS系列        | P.A.WORKS所在地                        |
| 福岡県     | RKB毎日放送        | 2010年4月8日 - 7月1日    | 木曜 2:55 - 3:25（水曜深夜） | TBS系列        |                                        |
| 日本全域   | BS11               | 2010年4月17日 - 7月10日  | 土曜 23:30 - 日曜 0:00       | BS放送         | 『ANIME+』枠                           |
| 日本全域   | アニマックス       | 2010年8月3日 - 10月26日  | 火曜 22:00 - 22:30           | CS放送         | 『LEVEL22』枠 リピート放送あり         |
| 東京都     | TOKYO MX           | 2010年10月3日 - 12月26日 | 日曜 23:00 - 23:30           | 独立UHF局      | 『E!TV』枠                             |
| 特別編     |                    |                          |                              |                |                                        |
| 近畿広域圏 | 毎日放送           | 2013年10月4日            | 金曜 1:35 - 2:05（木曜深夜） | TBS系列        | 製作委員会参加                         |
| 関東広域圏 | TBSテレビ          | 2013年10月5日            | 土曜 2:55 - 3:25（金曜深夜） | TBS系列        |                                        |
| 中京広域圏 | 中部日本放送       | 2013年10月5日            | 土曜 3:40 - 4:10（金曜深夜） | TBS系列        |                                        |
| 日本全域   | BS-TBS             | 2013年10月6日            | 日曜 0:00 - 0:30（土曜深夜） | TBS系列 BS放送 | オープニングはカット                   |

毎日放送とBS11では放送開始前週に特別番組（事前特番）を放送した。番組内容は、秋葉原で行われた第1話の特別先行試写会の様子や原作者・麻枝准ロングインタビューなど。
チューリップテレビ公式サイトでは、2010年3月18日よりトップページが本作のバナーや動画で飾られ、キャラクター人気投票などが行われていた。番組担当者がTwitterを使い作品PRを行っていたほか、TBS放送時には『Angel Beats!』公式アカウントで鳥羽洋典プロデューサーと高橋祐馬（共にアニプレックス）が、チューリップテレビ放送時には同局公式アカウントで同局担当者がそれぞれリアルタイムで実況を行っていた。
（関東地方では実質再放送となる）TOKYO MXでは、鳥羽洋典プロデューサーとP.A.WORKSスタッフが、実況をしつつ制作時の裏話等を語るほか、直後の放送枠で放送された『俺の妹がこんなに可愛いわけがない』とのクロスプログラムが最後に流されていた。なお、『俺の妹がこんなに可愛いわけがない』は12話で終了したが、本作13話でもクロスプログラムは放送され、AB13話の桐乃の感想と「この後はどんな番組が放送されるのかしら?」という天使の（いわゆる）オチが放送された。
2018年9月まで、P.A.WORKSが元請制作したテレビアニメとしては唯一キー局系で放送された作品であった。

## WEBラジオ

### Angel Beats! SSS（死んだ 世界 戦線）RADIO
2010年4月1日より毎週木曜日にHiBiKi Radio Station、その翌日に音泉で配信開始。2011年3月31日に放送を終了した。なお、本放送に先駆けて第0回が2010年3月18日よりHiBiKi Radio Station、翌3月19日に音泉で配信された。なお、特別編が2011年7月7日よりHiBiKi Radio Station、翌7月8日に音泉で配信された。
パーソナリティは3名（櫻井浩美は毎回、花澤香菜と喜多村英梨は隔週交代での担当）である。『第0回』、『出張篇』、『第51回（最終回）』は3名そろっての収録となった。
ゲストは、小林由美子（第14回）・髙木俊（第25、26回）・木村良平（DVD/BD 第5巻特典CD）・緒方恵美（第31、32回、第39、40回）・水島大宙（第37、38回）・神谷浩史（第39、40回）。
2010年6月23日には、第0〜4回までを収録したラジオCD第1巻が発売され、以後特別編の新録を付属した特別編が、最終回までの通常配信分を順次収録したVOL.7まで発売された。また、2010年8月25日に発売されたDVD/BD完全生産限定版第3巻、10月27日に発売されたDVD/BD完全生産限定版第5巻にラジオCDが同梱された。2015年6月26日に発売されたゲーム版にも特典としてラジオCDが付属し、パーソナリティの櫻井浩美、喜多村英梨に加え、ゲストとして徳本英一郎が出演している。
2010年12月12日に山野ホールで公開録音が行われ、ゲストに緒方恵美と神谷浩史が参加した。

## 書籍

### 外伝小説
Angel Beats! -Track ZERO-
『電撃G's magazine』2009年11月号から2010年5月号まで連載された、原作者の麻枝准が『Angel Beats!』の前日譚を書いた小説。挿絵はごとP。日向とゆりの出会いから、SSSの結成に至る物語を描いている。
アスキー・メディアワークス刊（発売：角川グループパブリッシング）。A4版フルカラー96ページ。2010年6月23日初版発行、ISBN 978-4-04-868680-8
『電撃G's magazine』連載時のイラストが全て収録されている。全7話と番外編1話のほか、単行本書き下ろしの番外編が1話追加収録されている。
サブタイトル
- 第1話 「二人のロケット」
- 第2話 「Navy Blue」
- 第3話 「メルトダウン」
- 第4話 「COLD SUMMER」
- 第5話 「Man Like Creatures」
- 第6話 「バイ・マイ・サイ」
- 第7話 「開戦前夜」
- 番外編1 「月曜日の未明」（『電撃G's Festival! DELUXE』Vol.6掲載）
- 番外編2 「月曜日の未明II」（書き下ろし）

### 漫画
Angel Beats! The4コマ 僕らの戦線行進曲♪
こもわた遙華作画。『電撃G's magazine』2009年12月号より2013年10月号まで連載された。
死んだ世界戦線と天使を取り巻く日常を描いた4コマ漫画。基本設定はアニメだが作風はギャグでアニメと違った独自の展開を見せる。岩沢が成仏せずユイとツインボーカルになる、ユイも成仏せず日向と結婚しバカップルになる、かなで分身の出現理由が異なり消えずに残留する、かなでが中二病を発症している、などの違いが生まれている。かなでの設定はキャラクターコメンタリーで逆輸入されている。
麻枝准（原作）・こもわた遙華（作画） アスキー・メディアワークス〈電撃コミックスEX〉、全4巻
| 巻数 | 発売日         | ISBN              |
| ---- | -------------- | ----------------- |
| 1    | 2010年12月18日 | 978-4-04-870192-1 |
| 2    | 2011年10月27日 | 978-4-04-870901-9 |
| 3    | 2012年10月27日 | 978-4-04-891034-7 |
| 4    | 2013年11月27日 | 978-4-04-866177-5 |
Angel Beats! The4コマ お空の死んだ世界から
こもわた遙華作画。『電撃G's magazine』2013年12月号より連載。2014年4月に創刊した『電撃G'sコミック』に同誌連載漫画が移籍した後も、本作のみ継続して連載されている。
4コマ漫画の第2シリーズ。前シリーズで和解した天使も仲間に加わり、「卒業」を中止して死後の世界に居残った一同の日常を描く。全2巻。
| 巻数 | 発売日         | ISBN              |
| ---- | -------------- | ----------------- |
| 1    | 2014年10月24日 | 978-4-04-866933-7 |
| 2    | 2016年4月27日  | 978-4-04-865920-8 |
Angel Beats! Heaven's Door
浅見百合子作画。『電撃G's magazine』2010年5月号から2014年5月号まで連載され、のちに『電撃G'sコミック』に移籍して2016年12月号まで連載された。
『Angel Beats!』の前日譚である『Angel Beats! -Track ZERO-』を含めたコミック。椎名の戦線加入により『Track ZERO』の内容を消化し終えた後は、麻枝准が新たに製作したプロットに基づいて進行している。
麻枝准（原作）・浅見百合子（作画） アスキー・メディアワークス → KADOKAWA〈電撃コミックス〉、全11巻
| 巻数 | 発売日         | ISBN              |
| ---- | -------------- | ----------------- |
| 1    | 2010年12月18日 | 978-4-04-870188-4 |
| 2    | 2011年7月27日  | 978-4-04-870720-6 |
| 3    | 2012年2月27日  | 978-4-04-886404-6 |
| 4    | 2012年8月27日  | 978-4-04-886884-6 |
| 5    | 2013年4月27日  | 978-4-04-891573-1 |
| 6    | 2013年11月27日 | 978-4-04-866033-4 |
| 7    | 2014年6月27日  | 978-4-04-866645-9 |
| 8    | 2015年2月27日  | 978-4-04-869296-0 |
| 9    | 2015年8月27日  | 978-4-04-865426-5 |
| 10   | 2016年4月27日  | 978-4-04-865917-8 |
| 11   | 2016年12月17日 | 978-4-04-892649-2 |
Angel Beats! -The Last Operation-
浅見百合子作画。『電撃G'sコミック』2017年10月号より連載開始。
『Angel Beats!』アニメ本編と同じ時系列で物語を開始しつつ、麻枝准による書き下ろし追加エピソードを追加予定。
麻枝准（原作）・浅見百合子（作画） KADOKAWA〈電撃コミックス〉、既刊4巻（2020年3月27日現在）。
2020年発売の単行本第4巻で「1部完結」とされ、同単行本に秋より再開と掲載されていたが実際には再開されず、実質的な打ち切りとなっている。
| 巻数 | 発売日         | ISBN              |
| ---- | -------------- | ----------------- |
| 1    | 2018年1月27日  | 978-4-04-893605-7 |
| 2    | 2018年10月25日 | 978-4-04-912136-0 |
| 3    | 2019年3月27日  | 978-4-04-912441-5 |
| 4    | 2020年3月27日  | 978-4-04-913094-2 |
Angel Beats! コミックアンソロジー
23名の作家によるアンソロジーコミック。
- 2010年12月18日発売（アスキー・メディアワークス《電撃コミックスEX》：ISBN 978-4-04-870191-4）

Angel Beats! スピンオフ 旅する天使ちゃん
笹桐ゆうや作画。『電撃G'sチャンネル』2023年6月15日より連載開始。
『Angel Beats!』のスピンオフ企画で、「学園を卒業」したかなでが「ある人」を捜して旅をする中で、お互いを覚えていないゆりを始めとした、かつての「死んだ世界戦線」メンバーとの出会いと交流を描いている。
| 巻数 | 発売日            | ISBN              |
| ---- | ----------------- | ----------------- |
| 1    | 2024年6月26日[46] | 978-4-04-915630-0 |

### オフィシャルガイドブック
Angel Beats! オフィシャルガイドブック
アスキー・メディアワークスから2010年12月22日発売、ISBN 978-4-04-870212-6
Angel Beats! 卒業イラスト集
コミックマーケット78「電撃屋」ブースで2010年8月13日発売。また『電撃G'sマガジン』2010年10月号の誌上通販でも発売された。アスキー・メディアワークス刊（A4版カラー32P、モノクロ48P、計80P）。
Angel Beats! 卒業設定資料集
コミックマーケット79「電撃屋」ブースで2010年12月29日発売。2011年2月に一部のショップでも発売された。アスキー・メディアワークス刊（A4版カラー128P、モノクロ80P、計208P）。

### その他の書籍
BAND SCORE Angel Beats! Girls Dead Monster BEST SCORE
2011年6月18日発売、ISBN 978-4-7732-3347-6、ケイ・エム・ピー刊
Piano SCORE Angel Beats! Piano Solo Album
2011年6月27日発売、ISBN 978-4-7732-3338-4、ケイ・エム・ピー刊

## イベント
2010年6月5日、タワーレコード新宿店が入居する新宿Flagsビル屋上で、『My Soul, Your Beats!／Brave Song』発売記念イベントが行われた。Lia、多田葵、LiSAが参加。
2010年8月1日に新木場STUDIO COASTにて『Angel Beats! Fes. ‐Thousand Bravers‐』が開催された。出演は神谷浩史、櫻井浩美、花澤香菜、木村良平、喜多村英梨、緒方恵美、Lia、多田葵、marina、LiSA、karuta。司会は吉田尚記（ニッポン放送アナウンサー）。
2010年6月26日にユイのボーカル役のLiSAによる全国ライブツアー（Girls Dead Monster starring LiSA tour2010 -Keep The Angel Beats!-）が発表され、各会場で開催された。会場は以下の通り。
- 2010年8月3日 Electric Lady Land（愛知県名古屋市）
- 2010年8月5日 SENDAI CLUB JUNK BOX（宮城県仙台市）
- 2010年8月6日 金沢AZ（石川県金沢市）
- 2010年8月8日 広島CLUB QUATTRO（広島県広島市）
- 2010年8月9日 KYOTO MUSE（京都府京都市）
- 2010年8月11日 大阪BIG CAT（大阪府大阪市）
- 2010年8月12日 松山SALONKITTY（愛媛県松山市）
- 2010年8月16日 赤坂BLITZ（東京都港区）
- 2010年8月18日 福岡DRUM Be-1（福岡県福岡市）
- 2010年9月1日 なんばHatch（大阪府大阪市）
- 2010年9月2日 SHIBUYA-AX（東京都渋谷区）
- 2010年12月19日に東京国際フォーラムホールAにて行われた『リスアニ! LIVE 2010』にLiSAが参加[49]。
- 2010年12月27日に東京国際フォーラムホールAにてガルデモのラストライブ『Girls Dead Monster Last Live - Final Operation -』が行われた。参加者はmarina、LiSA。

なお、2010年11月22日にNHKホールで収録が行われたNHK総合『MUSIC JAPAN 新世紀アニソンSP4』にも両者が出演した（放送は同局2011年1月16日、完全版は2011年3月6日に放送）。

## 関連商品

### Blu-ray&DVD
Blu-ray Discは完全生産限定版のみ発売。DVDは完全生産限定版と通常版が発売されている。完全生産限定版の特典はBlu-ray/DVD共通。麻枝准書き下ろしキャラクターコメンタリーは通常版にも収録される。またアニメショップの一部では、法人別購入者特典も付けられていた。
| 巻 | 発売日         | 収録話                     | 規格品番       | 規格品番       | 規格品番  | 完全生産限定版特典 | 映像特典                                                              |
| 巻 | 発売日         | 収録話                     | 完全生産限定版 | 完全生産限定版 | 通常版DVD | 完全生産限定版特典 | 映像特典                                                              |
| 巻 | 発売日         | 収録話                     | Blu-ray        | DVD            | 通常版DVD | 完全生産限定版特典 | 映像特典                                                              |
| -- | -------------- | -------------------------- | -------------- | -------------- | --------- | --- | --------------------------------------------------------------------- |
| 1  | 2010年6月23日  | EPISODE.01 EPISODE.02      | ANZX-6401      | ANZB-6401      | ANSB-6401 | 麻枝准書き下ろしドラマCD第1弾 キャラクター原案:Na-Ga描き下ろし三方背BOX キャラクターデザイン:平田雄三 描き下ろしデジパック仕様 OP&ED楽曲譜面掲載ブックレット                                                                                | 第2話ノンクレジットOP&ED 映像Web版予告（映像付きバージョン）          |
| 2  | 2010年7月21日  | EPISODE.03 EPISODE.04      | ANZX-6403      | ANZB-6403      | ANSB-6403 | 特典DVD:メイキング映像収録 キャラクター原案:Na-Ga描き下ろし三方背BOX キャラクターデザイン:平田雄三 描き下ろしデジパック仕様 「Crow Song」「Alchemy」楽曲譜面掲載ブックレット                                                                |                                                                       |
| 3  | 2010年8月25日  | EPISODE.05 EPISODE.06      | ANZX-6405      | ANZB-6405      | ANSB-6405 | ラジオCD「死んだ世界戦線 ラジオ出張篇」第1巻 キャラクター原案:Na-Ga描き下ろし三方背BOX キャラクターデザイン:平田雄三 描き下ろしデジパック仕様 「My Song」「Thousand Enemies」楽曲譜面掲載ブックレット                                       |                                                                       |
| 4  | 2010年9月22日  | EPISODE.07 EPISODE.08      | ANZX-6407      | ANZB-6407      | ANSB-6407 | 麻枝准書き下ろしドラマCD第2弾 キャラクター原案:Na-Ga描き下ろし三方背BOX キャラクターデザイン:平田雄三 描き下ろしデジパック仕様 特製ブックレット                                                                                             |                                                                       |
| 5  | 2010年10月27日 | EPISODE.09 EPISODE.10      | ANZX-6409      | ANZB-6409      | ANSB-6409 | ラジオCD「死んだ世界戦線 ラジオ出張篇」第2巻 キャラクター原案:Na-Ga 描き下ろし三方背BOX キャラクターデザイン:平田雄三 描き下ろしデジパック仕様 特製ブックレット 【追加特典】 イベント『Angel Beats! Fes. ‐Thousand Bravers‐』朗読劇複製台本 |                                                                       |
| 6  | 2010年11月24日 | EPISODE.11 EPISODE.12      | ANZX-6411      | ANZB-6411      | ANSB-6411 | 麻枝准書き下ろしドラマCD第3弾 「オペレーション・Angel Beats!セカンドシーズン」 キャラクター原案:Na-Ga 描き下ろし三方背BOX キャラクターデザイン:平田雄三 描き下ろしデジパック仕様 死んだ世界戦線ワッペン封入                                 |                                                                       |
| 7  | 2010年12月22日 | EPISODE.13 SPECIAL EPISODE | ANZX-6413      | ANZB-6413      | ANSB-6413 | 特典DVD:メイキング映像第2部収録 キャラクター原案:Na-Ga 描き下ろし三方背BOX キャラクターデザイン:平田雄三 描き下ろしデジパック仕様 特製ブックレット                                                                                          | 第13話アナザーエピローグ 『週刊トロ・ステーション』(Angel Beats!特集) |

#### 備考
第1巻
第1話本編では一部作画の訂正が行われている。
Blu-rayは7月5日付のオリコン週間ランキングで総合1位、DVDはオリコン週間ランキングで総合5位を獲得した。
第4巻
Blu-rayが10月4日付のオリコン週間ランキングで総合1位を獲得した。

### Blu-ray BOX
2015年6月24日発売。規格品番はANZX-11531。
全4枚組で全13話、特別篇に加え、新エピソード特別篇2を収録。
【完全生産限定版特典】
キャラクター原案：Na-Ga描き下ろしBOX
キャラクターデザイン・総作画監督：平田雄三描き下ろしデジパック
特製ムック本

### CD
以下に記載されているCD作品は全てインディーズ作品であるため、それぞれの作品のレンタルや収録曲のダウンロード配信は行われていない。

#### シングル
My Soul, Your Beats!／Brave Song
2010年5月26日に限定盤・通常盤が同時発売された。限定盤には特典として第2話のノンクレジットオープニング & エンディング映像を収録したDVDが付属された。
2010年度オリコン年間シングルランキングにおいて、アニメ・声優部門1位を獲得した。またビルボードジャパンのインディーズチャート「Billboard JAPAN Independent of the Year 2010」も獲得した。
Crow Song
2010年4月23日発売。Girls Dead Monsterの1stシングル。
Thousand Enemies
2010年5月12日発売。Girls Dead Monsterの2ndシングル。
Little Braver
2010年6月9日発売。Girls Dead Monsterの3rdシングル。
Last Song
2010年12月8日発売。Girls Dead Monsterの4thシングル。
完全生産限定盤にはこもわた遙華・浅見百合子による描き下ろしコミックが付属する。
一番の宝物 〜Yui final ver.〜
2010年12月8日発売。Girls Dead Monsterの5thシングル。
完全生産限定盤には「Little Braver」と「Day Game」のPVを収録したDVDが付属する。
Heartily Song
2015年4月1日発売。PC用ゲーム「Angel Beats! -1st beat-」のオープニング & エンディングテーマを収録したシングル。
Awakening Song
2021年12月18日発売。パチスロ「パチスロAngel Beats!」に搭載された新曲を収録したシングル。

#### アルバム、サウンドトラック
Keep The Beats!
2010年6月30日発売。第2期ガルデモのオリジナルアルバム。初回数量限定生産盤のみ、初回特典として「Girls Dead Monster/SSS Emblem」特製ピックが封入されている。
Angel Beats!オリジナル・サウンドトラック
2010年7月28日発売。CD2枚組。ANANT-GARDE EYESと麻枝准が手がける劇中BGMと、主題歌2曲・最終話挿入歌「一番の宝物 (Original Version)」を収録。
COUNT DOWN TV等のTV番組のランキングで紹介されるなど、アニメのサウンドトラックとしては異例の快挙を達成している。
Girls Dead Monster OFFICIAL BAND SCORE
2010年7月28日発売。麻枝准やLiSAによる楽曲解説等を掲載したバンドスコアに『Keep The Beats!』に収録されている13曲のインストゥルメンタルバージョンを収録したCDが付属している。
Angel Beats! PERFECT VOCAL COLLECTION
2016年5月1日イベント限定発売。2017年6月28日一般発売。

#### ラジオCD
ラジオCD「Angel Beats! SSS（死んだ 世界 戦線）RADIO」VOL.1
2010年6月23日発売。CD2枚組で、1枚目（オーディオCD）に新規録り下ろし番組を収録、2枚目（CD-ROM）に第0回〜第4回までの番組をMP3で収録する。
ラジオCD「Angel Beats! SSS（死んだ 世界 戦線）RADIO」VOL.2
2010年9月22日発売。CD2枚組で、1枚目（オーディオCD）に新規録り下ろし番組を収録、2枚目（CD-ROM）に第5回〜第12回配信分をMP3で収録する。初回生産特典として、ヴァイスシュヴァルツプロモーションカードを封入。なお限定ジャケット仕様のコミックマーケット78限定版が、2010年8月13日に先行発売された。
ラジオCD「Angel Beats! SSS（死んだ 世界 戦線）RADIO」VOL.3
2010年10月27日発売。CD2枚組で、1枚目（オーディオCD）に新規録り下ろし番組を収録、2枚目（CD-ROM）に第13回〜第20回配信分をMP3で収録する。2010年12月12日に山野ホールで行われた公開録音応募券が封入された。
ラジオCD「Angel Beats! SSS（死んだ 世界 戦線）RADIO」VOL.4
2011年2月25日発売。CD2枚組で、1枚目（オーディオCD）に新規録り下ろし番組を収録、2枚目（CD-ROM）に第21回〜第28回配信分をMP3で収録する。なお限定ジャケット仕様のコミックマーケット79限定版が、2010年12月29日に先行発売された。
ラジオCD「Angel Beats! SSS（死んだ 世界 戦線）RADIO」VOL.5
2011年5月27日発売。CD2枚組で、1枚目（オーディオCD）に新規録り下ろし番組を収録、2枚目（CD-ROM）に第29回〜第36回配信分をMP3で収録する。
ラジオCD「Angel Beats! SSS（死んだ 世界 戦線）RADIO」VOL.6
2011年6月24日発売。CD2枚組で、1枚目（オーディオCD）に新規録り下ろし番組を収録、2枚目（CD-ROM）に第37回〜第44回配信分をMP3で収録する。
ラジオCD「Angel Beats! SSS（死んだ 世界 戦線）RADIO」VOL.7
2011年7月29日発売。CD2枚組で、1枚目（オーディオCD）に新規録り下ろし番組を収録、2枚目（CD-ROM）に第45回〜第51回配信分をMP3で収録する。

#### ライブBlu-ray&DVD
全国ライブツアーの最終日、marinaがゲスト参加したSHIBUYA-AXのライブ映像を収録したBlu-ray&DVD「Girls Dead Monster starring LiSA Tour 2010 Final -Keep The Angel Beats!-」が2011年6月1日（当初5月25日発売予定から変更）に完全生産限定版として発売された。パッケージはPA-WORKSによる描き下ろし特製BOX仕様で、内面にLiSAのサインプリントが施されているほか、会場で配布されたGirls Dead Monsterのロゴ入りサイリウムとライブスタッフのパスをデザインした特製ステッカーが同梱されている。また、収録特典のオーディオコメンタリーでは、高橋祐馬（アニプレックス）を中心に麻枝准とLiSAが務め、あらかじめライブBlu-ray&DVD公式HP上で一般から募集したさまざまな質問に麻枝とLiSAが答える内容となっている。

### コンピューターゲーム

#### パソコンゲーム
PC用ゲームとしてビジュアルアーツよりKeyブランドで、2015年6月26日に『Angel Beats! -1st beat-』が発売。当初は6部作での完結を予定していた（後述）。選択によってはアニメでは存在しなかったシーン・メンバー消滅回避も有りうる。なお、全年齢対象である。

##### スタッフ （ゲーム）
- ゲームデザイン - 麻枝准
- シナリオ - 麻枝准 ／ 魁 ／ 樫田レオ
- キャラクター原案 - Na-Ga
- 原画 - 風瑛なづき ／ 永山ゆうのん ／ 桜葉樹里 ／ 鈴木FALCO ／ Na-Ga[64]
- 音楽 - ANANT-GARDE EYES、麻枝准、折戸伸治
- OPムービー制作 - MUGICHA（NIRAI-KANAI）

##### 主題歌（ゲーム）
1st beat
オープニングテーマ「Heartily Song」
作詞・作曲 - 麻枝准 / 編曲 - ANANT-GARDE EYES / Guitar - 菊池真義 / 歌 - Lia
エンディングテーマ「すべての終わりの始まり」（岩沢編、松下編）
作詞 - 麻枝准 / 作曲 - 竹下智博 / 編曲 - ANANT-GARDE EYES / Guitar - 藤本功一 / 歌 - 鈴湯
エンディングテーマ「一番の宝物 〜Yui ver.〜」（ユイ編）
作詞・作曲 - 麻枝准 / 編曲 - 光収容 / 歌 - LiSA
挿入歌「Crow Song」
作詞・作曲 - 麻枝准 / 編曲 - 光収容 / 歌 - marina
挿入歌「Hot Meal」
作詞・作曲 - 麻枝准 / 編曲 - 光収容 / 歌 - marina
挿入歌「Alchemy」
作詞・作曲 - 麻枝准 / 編曲 - 光収容 / 歌 - marina
挿入歌「Thousand Enemies」
作詞・作曲 - 麻枝准 / 編曲 - 光収容 / 歌 - LiSA
挿入歌「My Song」
作詞・作曲 - 麻枝准 / 編曲 - 光収容 / 歌 - marina
挿入歌「My Soul,Your Beat!（Gldemo ver.）」
作詞・作曲 - 麻枝准 / 編曲 - 光収容 / 歌 - LiSA

##### ゲーム制作の経緯・開発略史
このゲームは従来の麻枝作品とは異なり、あくまでもアニメ作品から誕生したものであり、当初は制作する予定ではなかった。また、当初は全6巻構成を予定しており、全6巻を通して男女問わず、「死んだ世界戦線」のメンバー19人全員に個別のシナリオルートが用意される予定だった。『1st Beat!』ではユイ、岩沢、松下のシナリオが収録されている。
全6巻構成・順次発売という、ともすれば「分割商法」と揶揄されかねないリリース形態について麻枝は反対したが、馬場が「責任は自分が持つ」として押し切った。これはすべての内容を1本にまとめた場合、ボリュームが大きすぎて完全な完成まで（最短でも）5年はかかること、またプレイ時間も膨れ上がり「お手軽」が求められる昨今のゲームプレイ風潮に逆行することを理由としている。
だが、2016年12月17日に発売されたコミック版『Angel Beats! Heaven's Door』11巻（最終巻）の後書きで、麻枝は『2nd』の発売目処が全く立っていないことを公表。まだ語られていない戦線メンバーの過去などについては、浅見百合子作画で『電撃G'sコミック』2017年10月号より新たに連載を開始した、『Angel Beats! -The Last Operation-』で描く予定としていた。だが『Angel Beats! -The Last Operation-』も2020年3月に発売された第4巻で物語が完結しないまま、実質的な打ち切りとなった。
以下にゲームリリースに至るまでの経緯を簡単に記す。
- 2010年11月21日 - アニメ放送から数ヶ月後、京都大学で行われた講演会の中で、麻枝自身がゲーム化することを発表[68]。
  - この時点では麻枝は原画はNa-Ga、声優も変えないとしている。しかし社内のプロジェクトとして動いているわけではなく「2011年春をめどにいろいろなことを決めていく」とも語っている[69]。
- 2011年6月1日 - AngelBeats!ライブBlu-ray&DVDのオーディオコメンタリーにおいて、ゲームの（当時の）現況を語る。
  - 最近（2011年4月頃にあたる[注 61]）どのような生活をしているのかという質問[注 61]に対し、「これ(Blu-ray&DVD)が発売される頃には発売になるかまだ発売されていないか、ウチ（Key）の新作ゲーム『Rewrite』が出るので、それのクオリティコントロール役としてテストプレイや文章チェックをしている。その傍ら、それと並行してAngel Beats!のゲーム化を目指して、毎日そのシナリオを書いている」と語っている[注 61]。同時期、2012年6月に発売された『電撃ビジュアルアーツ 2012 SUMMER』で馬場がインタビューにおいて『Rewrite Harvest festa!』の次に（開発・リリース）優先順位一位になるのではないかと語っている[70]。
- 2013年3月28日 - 『オールアバウト ビジュアルアーツ 〜VA20年のキセキ〜』に掲載されたインタビューでは、樫田レオや魁を加えて製作中であることが述べられた[71]。
- 2014年3月 - 『電撃G's magazine』2014年2月号において正式にゲームのリリースを発表。
  - 京都大学での講演における開発発言から正式発表まで約3年を要したのは、麻枝の立場上ビジュアルアーツから正式なゴーサインが出ていない作品に力を注ぐわけにもいかず、別の企画を優先させていたからである[66]。当時は同年春頃に第1巻（『〜1st beat』）を発売し、半年ごとをめどに順次発売される予定としていたが、2014年4月1日に第1巻について発売日を未定とし延期を発表。以降、約9ヶ月に渡る沈黙の期間が続く。
- 2014年12月22日 - ニコニコ生放送などで配信した「ANIPLEX×Key Presents新プロジェクト& Angel Beats!新情報発表会」において、新たに発売日を発表した[72]。
  - この段階でKey公式では2015年5月29日を発売予定日としていたが[73]、後に2015年6月26日に延期された。
- 2015年6月26日 - ゲーム『Angel Beats! -1st beat-』発売。
- 2016年12月17日 - コミック『Angel Beats! Heaven's Door』11巻の後書きで麻枝が、ゲーム『2nd』の発売目処が全く立っていないことを公表。「思いはそのコミック（『Angel Beats! -The Last Operation-』）に託す」とした。
- 2017年8月30日 - コミック『Angel Beats! -The Last Operation-』連載開始[74]。
- 2020年3月27日 - コミック『Angel Beats! -The Last Operation-』4巻発売。物語が完結しないまま、実質的な打ち切りとなった最終巻。

#### モバイルゲーム
Angel Beats! -Operation Wars-
2014年6月30日よりMobageのコンテンツの1つとして配信中のビジュアルアーツ（Key）のiOS / Android向けソーシャルゲーム。新しい戦線のリーダーとなって影と戦ったり、学園のイベントを楽しむことができる。戦闘はブロックを消すことで攻撃できるアクションパズルとなっている。サービス開始から24時間でプレイヤー数6万人を突破した。

その後、ユーザー数が増加しサーバーに負担がかかることとなったため長期メンテナンスが行われ、2014年8月13日にサービスが再開された。再開後、お詫びとしてSSR ユイが配布された。
2016年5月10日をもってサービス終了することになったが、図鑑に登録されているカードイラスト数枚をPDFデータにまとめて、サービス終了後にダウンロードできる「卒業アルバム」サービスを公開。「卒業アルバム」は、カードイラスト数枚のほか、ユーザー名やこれまでの戦績など、ゲームをプレイしてきた歩みをまとめたページや卒業証書を卒業アルバムのようなPDFデータにまとめて、ユーザーに「後日」渡す機能がついた。ゲームは終了するが、ゲームでの履歴は形として手元に残すことができるようになる。
Angel Beats! ゆりっぺのギルド大降下大作戦
2016年2月22日より配信中のビジュアルアーツ（Key）のiOS / Android向けパズルゲーム。画面上に配置されたブロックを上から発射した弾で消していくシステムで、キャラクターがそれぞれスキルを持っており好きなタイミングで発動することができる。当初、2015年12月のリリース予定で事前登録も行われていたがずれこんだ。2017年6月28日にサービス終了。

#### パチスロ
『パチスロAngel Beats!』
2021年4月19日にSammyより導入。
「Awakening Song」「Girls Don’t Cry」「Crow Blues」などの書下ろし楽曲が搭載された。

#### 外部出演
『かぎなど』
Keyの主要作品のキャラ達がが登場するスピンオフアニメ。2021年12月29日放送分第1基最終話において結弦（OPナレーション）、ゆり（女装コンテストの司会）、秀樹（女装コンテストの参加者）でシークレットゲストとして登場。その後、2022年4月19日放送の第2期第2話（第1話は事実上番外編）から正式参戦する。また、公式サイトで表記されたキャラクター解説において本作独自のオリジナル設定が付与されキャラクター設定に掘り下げられている。
『偽りのアリス』
ビジュアルアーツのソーシャルゲーム。コラボイベントにて、ゆりとかなでがプレイアブルキャラクターになった。
『ヘブンバーンズレッド』
『Angel Beats!』原作、脚本の麻枝准がシナリオを担当しているゲーム。『ヘブンバーンズレッド』1周年記念として『Angel Beats!』のコラボイベントが行われ、ゆり、かなで、入江が期間限定で入手可能なプレイアブルキャラクターとして登場。コラボイベントシナリオでは、アニメなどで描かれなかった入江の生前の話が描かれている。『Angel Beats!』の楽曲が複数使用されたほか、入江が教えたという形で、『ヘブンバーンズレッド』の主人公たちのバンドがCrow Songをカバーした。
2周年記念で再度コラボイベントが行われ、ひさ子がプレイアブルキャラクターとして追加された。またひさ子の名字が初めて「渕田」と表記された。
2024年末より三度コラボイベントが実施。イベント内では関根の生前が語られ、またプレイアブルキャラクターとして実装された。これによりガルデモメンバー全員の生前姿が明らかになり、公式サイト等では「ガルデモ全員卒業」などの言葉が使われている。さらに本編内で「卒業」した岩沢とユイもプレイアブルキャラクターとして実装された。